# Star Trek: La pel·lícula
Star Trek: La pel·lícula (títol original en anglès: Star Trek I: The Motion Picture) pel·lícula de ciència-ficció estatunidenca del 1979 dirigida per Robert Wise. Està doblada al català. Es basa i és protagonitzada pel repartiment de la sèrie de televisió de 1966-1969 Star Trek creada per Gene Roddenberry, que actua com a productor. A la pel·lícula, ambientada a la dècada de 2270, un misteriós i poderós núvol alienígena conegut com a V'Ger s'acosta a la Terra, destruint tot al seu pas. L'almirall James T. Kirk (William Shatner) assumeix el comandament de la recentment renovada nau espacial Enterprise per dirigir-la en una missió per determinar els orígens de  VGer i salvar el planeta.
Quan Star Trek va ser cancel·lada el 1969, Roddenberry va pressionar a Paramount Pictures per continuar la franquícia a través d'un llargmetratge. L'èxit de la sèrie en redifusió va convèncer l'estudi de començar a treballar en la pel·lícula el 1975. Una sèrie d'escriptors i guions no van satisfer Paramount, i van abandonar el projecte de la pel·lícula. En canvi, Paramount va planejar tornar la franquícia a les seves arrels, amb una nova sèrie de televisió titulada Star Trek: Phase II. L'èxit de taquilla de Star Wars i Encontres a la tercera fase va convèncer Paramount de canviar de rumb, cancel·lar la producció de la Phase II i reprendre el treball en una pel·lícula.
El març de 1978, Paramount va anunciar que Wise dirigiria una adaptació cinematogràfica de 15 milions de dòlars de la sèrie de televisió original. El rodatge va començar aquell agost i va concloure el gener següent. Amb la cancel·lació de Phase II, els escriptors es van afanyar a adaptar el seu episodi pilot previst, "In Thy Image", a un guió de pel·lícula. Les revisions constants de la història i del guió de rodatge van continuar fins al punt de les actualitzacions del guió cada hora en les dates de rodatge. L' Enterprise es va modificar per dins i per fora, el dissenyador de vestuari Robert Fletcher va proporcionar nous uniformes, i el dissenyador de producció Harold Michelson va fabricar nous conjunts. Jerry Goldsmith va compondre la banda sonora de la pel·lícula, començant una associació amb Star Trek que es mantindria fins al 2002. Quan els contractistes originals dels efectes òptics van resultar incapaços de completar les seves tasques a temps, se li va demanar al supervisor d'efectes Douglas Trumbull que complís la data d'estrena de la pel·lícula el desembre de 1979. Wise va portar la pel·lícula que acabava d'acabar a la seva estrena a Washington, D.C., però sempre va pensar que la versió en sales final era un tall aproximat de la pel·lícula que volia fer.
Estrenada a Amèrica del Nord el 7 de desembre de 1979, Star Trek: La pel·lícula va rebre crítiques diverses, moltes de les quals la van criticar per la manca d'escenes d'acció i la dependència excessiva dels efectes especials. El seu cost de producció final va augmentar fins als 44 milions de dòlars aproximadament i va guanyar 139 milions de dòlars a tot el món, menys de les expectatives de l'estudi, però suficient perquè Paramount proposés una seqüela menys costosa. Roddenberry es va veure obligat a sortir del control creatiu de la seqüela, Star Trek 2: La còlera del Khan (1982). El 2001, Wise va supervisar el tall d'un director per a un llançament especial en DVD de la pel·lícula, amb àudio remasteritzat, escenes ajustades i afegides, i nous efectes generats per ordinador.

## Argument
Any 2271, data estel·lar 7412,6. Una estació de control de la Flota Estel·lar, Epsilon Nou, detecta una entitat alienígena, amagada en un núvol massiu d'energia, movent-se per l'espai cap a la Terra. El núvol destrueix fàcilment tres vaixells de guerra klíngons i Epsilon Nou en el seu curs. A la Terra, la nau estel·lar Enterprise està experimentant un important reforma; el seu antic comandant, James T. Kirk, ha estat ascendit a almirall. El comandament de la Flota Estel·lar assigna l’Enterprise per interceptar l'entitat del núvol, ja que la nau és l'única a l'abast, i requereix que els seus nous sistemes siguin provats en trànsit.
Citant la seva experiència, Kirk utilitza la seva autoritat per prendre el comandament del vaixell, enfadant el capità Willard Decker, que ha estat supervisant el reacondicionament com el seu nou oficial al comandament. Les proves dels nous sistemes de l' Enterprise funcionen malament; dos oficials, inclòs el vulcanià oficial científic de la nau Sonak, són assassinats per un mal funcionament del transportador, i els motors mal calibrats gairebé destrueixen la nau. El desconeixement de Kirk amb els nous sistemes de la nau augmenta la tensió entre ell i Decker, que ha estat degradat temporalment a comandant i primer oficial. El comandant Spock arriba com a oficial científic de substitució, explicant que mentre al seu món natal estava sotmès a un ritual per purgar-se d'emocions, va sentir una consciència que creu que emana del núvol, fet que el va fer incapaç de completar el ritual perquè la seva meitat humana va sentir-hi una connexió emocional.
L’Enterprise intercepta el núvol d'energia i és atacat per un vaixell alienígena dins. Una sonda apareix al pont, ataca Spock i segresta la navegant Ilia. És substituïda per una rèplica robòtica, enviada per l'entitat, que es diu "V'Ger", per estudiar les "unitats de carboni" a la nau. Decker està angoixat per la pèrdua de l'Ilia, amb qui va tenir una història romàntica, i es preocupa mentre intenta extreure informació del doppelganger, que té els records i els sentiments d'Ilia enterrats a dins. Spock fa una passejada espacial no autoritzada a l'interior del vaixell i intenta una fusió mental vulcaniana telepàtica amb ell. En fer-ho, s'assabenta que tot el vaixell és V'Ger, una màquina viva no biològica.
Al centre de l'enorme nau, es revela que V'Ger és el Voyager 6, una sonda espacial de la NASA del segle XX del programa Voyager. Es creia perduda en un forat negre. La sonda danyada va ser trobada per una raça alienígena de màquines vives que va interpretar la seva programació com a instruccions per aprendre tot el que es pot aprendre i retornar aquesta informació al seu creador. Les màquines van actualitzar la sonda per complir la seva missió i, en el seu viatge, la sonda va reunir tants coneixements que va aconseguir sapiència. Spock descobreix que V'Ger no té la capacitat de donar-se un propòsit diferent de la seva missió original; després d'haver après tot el que va poder en el seu viatge cap a casa, troba la seva existència sense sentit. Abans de transmetre tota la seva informació, V'Ger insisteix que el "Creador" vingui personalment per acabar la seqüència. La tripulació de l' Enterprise s'adona que els humans són el Creador. Decker s'ofereix a V'Ger; es fusiona amb la sonda Ilia i V'Ger, creant una nova forma de vida que desapareix a l'espai. Amb la Terra salvada, Kirk dirigeix l’"Enterprise" a l'espai per a futures missions.

## Repartiment
- William Shatner com a James T. Kirk, l'antic capità de l'USS Enterprise i un almirall a la seu de la Flota Estel·lar. Quan se li va preguntar durant una conferència de premsa el març de 1978 sobre com seria repetir el paper, Shatner va dir: "Un actor aporta a un paper no sols el concepte de personatge, sinó la seva pròpia personalitat bàsica, les coses que és i ambdós [Leonard Nimoy] i jo hem canviat al llarg dels anys, fins a cert punt, en qualsevol cas, i portarem aquest grau de canvi inadvertidament al paper que recrearem."[4]:66–71
- Leonard Nimoy com a Spock, meitat vulcanià  meitat humà oficial de ciències humanes de l' Enterprise. Nimoy s'havia mostrat insatisfet amb els drets d'autor no pagats de Star Trek i no tenia intenció de repetir el paper, de manera que Spock va quedar fora del guió. El director Robert Wise, després d'haver estat informat per la seva filla i el seu gendre que la pel·lícula "no seria Star Trek" sense Nimoy, va enviar Jeffrey Katzenberg a la ciutat de Nova York per trobar-se amb Nimoy. Descrivint Star Trek sense Nimoy com la compra d'un cotxe sense rodes, Katzenberg va donar a Nimoy un xec per compensar els seus drets d'autor perduts, i després es va recordar "de genolls demanant" a l'actor durant la seva reunió en un restaurant per unir-se a la pel·lícula; Nimoy va assistir a la conferència de premsa de març de 1978 amb la resta del repartiment. Nimoy no estava satisfet amb el guió, i la seva reunió amb Katzenberg va portar a un acord que el guió final necessitaria l'aprovació de Nimoy.[5][6] Malgrat els problemes financers, Nimoy va dir que estava còmode amb ser identificat com Spock perquè va tenir un impacte positiu en la seva fama.[4]:66–71
- DeForest Kelley com a Leonard McCoy, l'oficial mèdic en cap de l' Enterprise. Kelley tenia reserves sobre el guió, sentint que els personatges i les relacions de la sèrie no estaven al seu lloc. Juntament amb Shatner i Nimoy, Kelley va pressionar per a una major caracterització, però les seves opinions van ser ignorades en gran part.[7]:230
- James Doohan com a Montgomery Scott, l'enginyer en cap de l’Enterprise. Doohan va crear el distintiu vocabulari klingon que s'escoltava a la pel·lícula.[8] El lingüista Marc Okrand va desenvolupar més tard un idioma klíngon totalment realitzat basat en les paraules inventades de l'actor.[9]
- Walter Koenig com a Pavel Chekov, l'oficial d'armes de l' Enterprise. Koenig va assenyalar que la sensació de companyonia i eufòria que s'esperava en reunir-se per a proves de pantalla a l'inici de la pel·lícula era inexistent. "Això pot ser Star Trek", va escriure, "però no és el vell Star Trek". L'actor tenia esperança amb la pel·lícula, però va admetre que estava decebut pel paper del seu personatge.[10]:24
- Nichelle Nichols com a Uhura, l'oficial de comunicacions a bord de l' Enterprise. Nichols va assenyalar a la seva autobiografia que era un dels actors més oposats als nous uniformes afegits per a la pel·lícula perquè l'aspecte unisex "no era Uhura".[11]:239
- George Takei com a Hikaru Sulu, el timoner de l' Enterprise. A la seva autobiografia, Takei va descriure el calendari de rodatge de la pel·lícula com "increïblement luxós", però va assenyalar que les reescriptures freqüents del guió durant la producció "normalment afavorien Bill" [Shatner].[12]
- Persis Khambatta com a Ilia, la navegant deltana de l' Enterprise. Khambatta va ser elegida originalment per al paper quan La pel·lícula era un pilot de televisió.[4]:66–71 Va assumir el paper tot i que Roddenberry li va advertir que hauria afaitar-se completament el cap per filmar.[13]:4
- Stephen Collins com a Willard Decker, el nou capità de l' Enterprise. És degradat temporalment a comandant i primer oficial quan Kirk pren el comandament de l' Enterprise. Va ser l'únic actor que Robert Wise va escollir; Collins va recordar que tot i que "tots els joves actors de Hollywood" van fer una audició, es va beneficiar de no estar completament familiaritzat amb la franquícia, més interessat a conèixer el llegendari director que en el paper. Altres li van aconsellar després de ser seleccionat que Star Trek "estarà a la teva vida tota la teva vida".[6] El vestidor de Kelley estava al costat de Collin', i l'actor gran es va convertir en el seu mentor de la producció.[7]:231 Collins va descriure el rodatge com a "jugar amb el bat, la pilota i el guant d'una altra persona" perquè no formava part de la història de la franquícia. Va utilitzar la sensació de ser un "invasor" per retratar a Decker, que és "un foraster que havien d'acompanyar".[6]

Altres actors de la sèrie de televisió que van tornar van incloure Majel Barrett com a Christine Chapel, un metge a bord de l'Enterprise, i Grace Lee Whitney com a Janice Rand, l’antiga contramestre de Kirk. David Gautreaux, que havia estat seleccionat com a Xon a la segona sèrie de televisió avortada, apareix com a Branch, el comandant de l'estació de comunicacions Epsilon 9.:66–71 Mark Lenard retrata el comandant klíngon a la seqüència inicial de la pel·lícula; l'actor també va interpretar el pare de Spock, Sarek, a la sèrie de televisió i en llargmetratges posteriors.

## Doblatge al català
La pel·lícula va ser doblada al català quan fou emesa per TV3 el 16 d’abril del 2004. Els actors de doblatge foren:
| Personatge                | Actor/actriu      | Veu en català      |
| ------------------------- | ----------------- | ------------------ |
| James T. Kirk             | William Shatner   | Santi Lorenz       |
| Spock                     | Leonard Nimoy     | Ramon Puig         |
| Leonard McCoy             | DeForest Kelley   | Pep Torrents       |
| Montgomery Scott 'Scotty' | James Doohan      | Jordi Vilaseca     |
| Nyota Uhura               | Nichelle Nichols  | Teresa Manresa     |
| Hikaru Sulu               | George Takei      | Francesc Figuerola |
| Pavel Chekov              | Walter Koenig     | Pep Ribas          |
| Christine Chapel          | Majel Barrett     | Lourdes López      |
| Janice Rand               | Grace Lee Whitney | Roser Aldabó       |
| Tinent Ilia               | Persis Khambatta  | Maria Josep Guasch |
| Comandant Willard Decker  | Stephen Collins   | Jaume Villanueva   |
| Comandant Sonak           | Jon Rashad Kamal  | Àlex Meseguer      |

## Producció

### Desenvolupament inicial
La sèrie de televisió original Star Trek fou emesa durant tres temporades de 1966 a 1969 a la NBC. L'espectacle va ser cancel·lat a causa de les baixes qualificacions Nielsen després de la tercera temporada. Després de la cancel·lació del programa, el propietari Paramount Pictures va vendre els drets de redifussió. La sèrie es va tornar a reproduir a finals de 1969, i a finals de la dècada de 1970 s'havia venut a més de 150 mercats nacionals i 60 internacionals. El programa va desenvolupar un seguici de culte, i van començar les converses per reviure la franquícia.:15

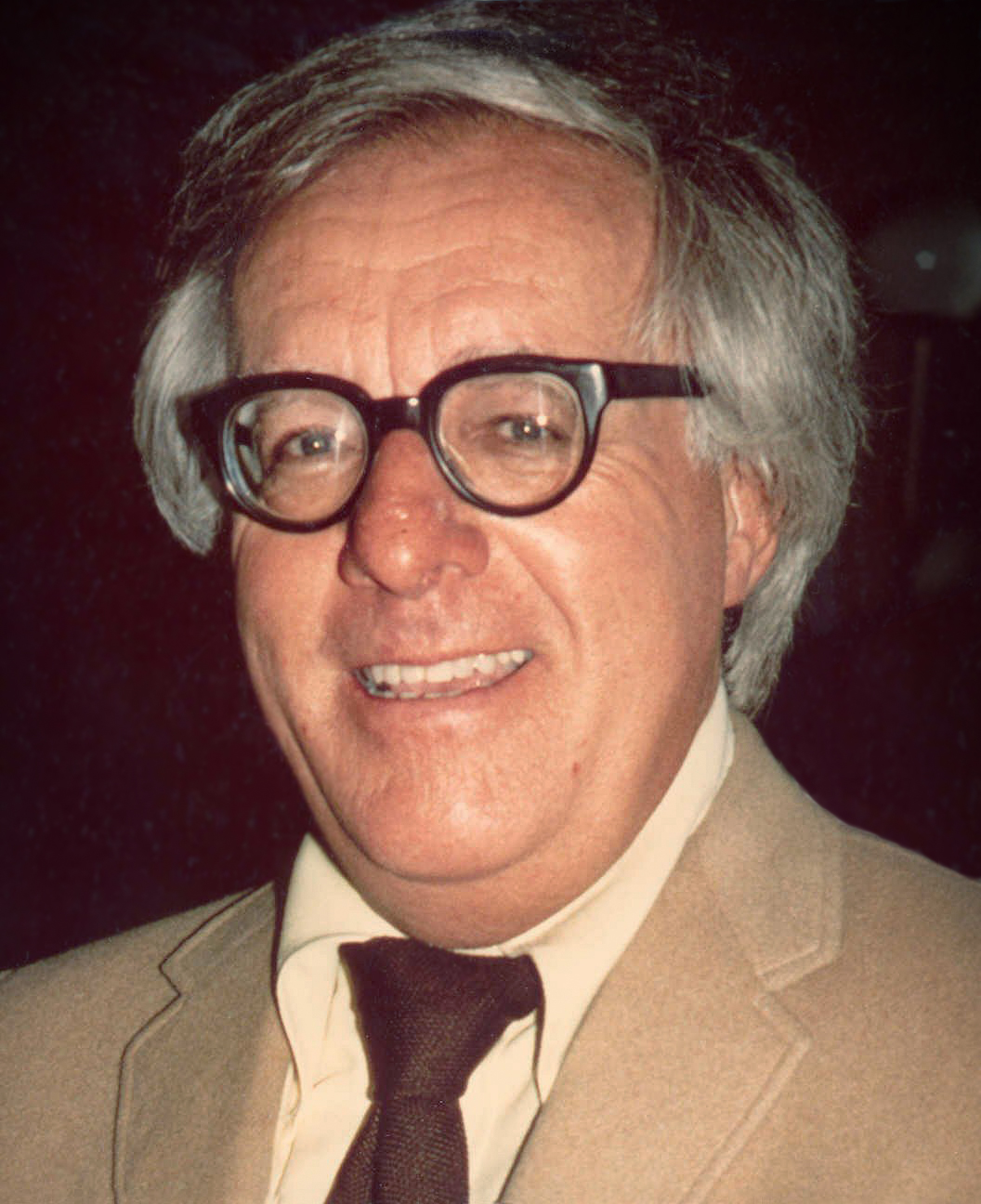
Ray Bradbury va ser un dels escriptors de ciència-ficció que va oferir una premissa per al llargmetratge Star Trek.

El creador de la sèrie Gene Roddenberry va proposar per primera vegada una pel·lícula Star Trek a la Convenció Mundial de Ciència Ficció de 1968. La pel·lícula s'havia d'haver ambientat abans de la sèrie de televisió, mostrant com es va reunir la tripulació de l' Enterprise.:155–158 La popularitat de la redifussió de Star Trek va fer que Paramount i Roddenberry comencessin a desenvolupar la pel·lícula el maig de 1975. El 30 de juny ja havia produït el que considerava un guió acceptable, però els executius de l'estudi no hi estaven d'acord. Aquest primer esborrany,  The God Thing,:62 presentava un almirall Kirk a terra reunint l'antiga tripulació a l' Enterprise reformada per enfrontar-se amb una entitat de tipus diví de molts quilòmetres de diàmetre, que es precipita cap a la Terra. L'objecte resulta ser un ordinador súper avançat, les restes d'una raça intrigant que van ser expulsats de la seva dimensió. Kirk guanya, l'entitat torna a la seva dimensió i la tripulació de l’Enterprise reprèn els seus viatges. La premissa bàsica i escenes com un accident de transportista i el ritual vulcanià de Spock es van descartar, però més tard es van tornar al producte final.:24 Paramount va presentar nous guions per a Star Trek II (el títol provisional) d'escriptors aclamats com Ray Bradbury, Theodore Sturgeon i Harlan Ellison. La història d'Ellison tenia una raça alienígena que manipulava la història de la Terra per crear una raça rèptil afí; Kirk i la tripulació s'enfrontaven al dilema de matar la raça rèptil a la prehistòria de la Terra només per mantenir el domini de la humanitat. Quan Ellison va presentar la seva idea, un executiu va suggerir que Ellison llegia Chariots of the Gods? i incloia la civilització maia a la seva història, cosa que va enfurismar l'escriptor perquè sabia que els maies no existien a l'alba dels temps. A l'octubre de 1976, Robert Silverberg i John D. F. Black van ser assignats al guió; el seu tractament va incloure un forat negre que amenaçava de consumir tota l'existència. Roddenberry es va unir amb Jon Povill per escriure una nova història que inclogués la tripulació de l’Enterprise ambientada en un univers alterat just pel viatge en el temps; com la idea de Black, Paramount no la considerava prou èpica.:25

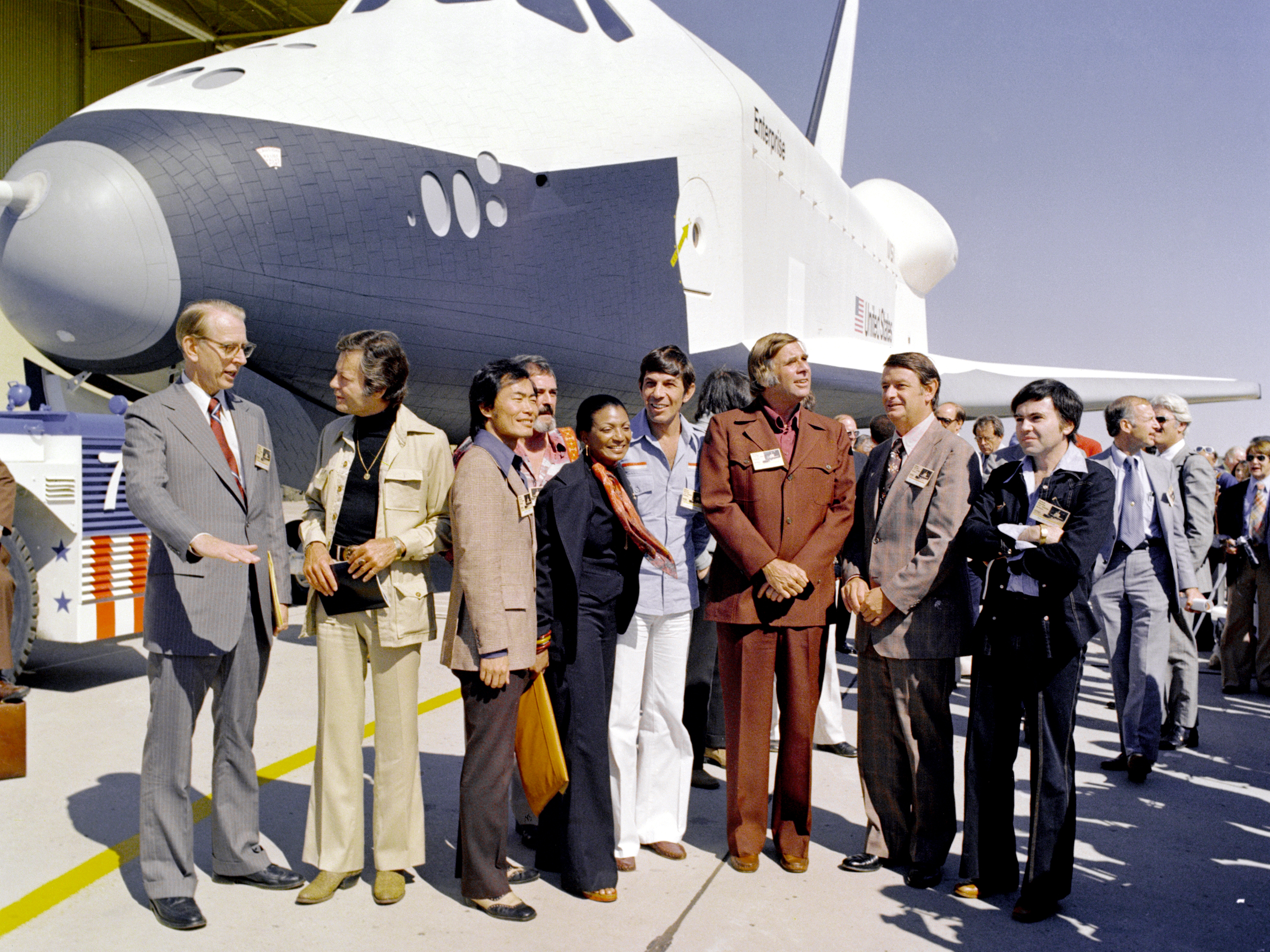
Roddenberry i el repartiment de Star Trek al llançament del transbordador espacial Enterprise el 17 de setembre de 1976.

La pel·lícula va ser la primera gran adaptació de Hollywood d'una sèrie de televisió que havia estat fora de l'antena durant gairebé una dècada conservant el seu repartiment principal original. Els actors es van inquietar pels constants retards i va acceptar pragmàticament altres ofertes d'actuació mentre Roddenberry treballava amb Paramount. L'estudi va decidir lliurar el projecte a la divisió de televisió, raonant que com que les arrels de la franquícia es trobaven a la televisió, els guionistes podrien desenvolupar el guió adequat, però també es van rebutjar les noves idees que van desenvolupar. A mesura que l'interès dels executius de Paramount per la pel·lícula va disminuir, Roddenberry, recolzat per cartes de fans, va fer pressió a l'estudi.:25 El juny de 1976, Paramount va assignar Jerry Isenberg, un productor jove i actiu, per ser productor executiu del projecte, amb un pressupost ampliat a 8 milions de dòlars. Povill va tenir l'encàrrec de trobar més escriptors per desenvolupar un guió. La seva llista incloïa Edward Anhalt, James Goldman, Francis Ford Coppola, George Lucas, Ernest Lehman i Robert Bloch. Povill va posar com a darrera recomanació "Jon Povill, gairebé acreditat: la història de Star Trek II (amb Roddenberry). Algun dia serà una gran oportunitat. Hauria de ser contractat ara mentre sigui barat i humil". No es va escollir cap dels 34 noms enumerats.:26–8 Finalment, els guionistes britànics Chris Bryant i Allan Scott, que havia escrit el thriller de Donald Sutherland Amenaça a l'ombra, van ser contractats per escriure un guió. Bryant creia que van guanyar l'encàrrec de guió perquè la seva visió de Kirk s'assemblava a la que Roddenberry va modelar: "un dels capitans de Horatio Nelson al Pacífic Sud, sis mesos fora de casa i tres mesos lluny de la comunicació".:28 Povill també va escriure una llista de possibles directors, inclosos Coppola, Steven Spielberg, Lucas i Robert Wise, però tots estaven ocupats en aquell moment o no volien treballar amb el petit pressupost.: 29 Philip Kaufman va signar per dirigir i va rebre un curs d'introducció a la sèrie, amb Roddenberry projectant deu episodis de la sèrie de televisió per a ell. A la tardor de 1976, el projecte estava agafant impuls. Durant aquest temps, els aficionats van organitzar una campanya de correu que va inundar la Casa Blanca amb cartes, influint en Gerald Ford a rebatejar el Transbordador espacial Constitution com a Enterprise,:30 i Roddenberry i la majoria del repartiment de Star Trek van estar presents al seu llançament.
El 8 d'octubre de 1976, Bryant i Scott van oferir un tractament de 20 pàgines, Planet of the Titans, que als executius Barry Diller, Jeffrey Katzenberg i Michael Eisner els va agradar. En ell, Kirk i la seva tripulació es troben amb éssers que creuen que són els mítics titans i viatgen enrere milions d'anys en el temps, ensenyant accidentalment als primers homes a fer foc. Planet of the Titans també va explorar el concepte del tercer ull. Amb l'estudi finalment avançant amb un tractament, Roddenberry va deixar de treballar en altres projectes per tornar a centrar-se en "Star Trek", i els guionistes i Isenberg van quedar encantats amb el correu dels fans agraïts. Isenberg va començar a buscar llocs de rodatge i va contractar dissenyadors i il·lustradors. La clau d'aquests va ser el dissenyador de producció Ken Adam, que al seu torn va contractar l'artista Ralph McQuarrie, acabat de sortir de Star Wars. Van treballar en dissenys per a planetes, bases planetàries i d'asteroides, un "sudari" d'un forat negre, un "supercervell" cristal·lí i nous conceptes per a l’Enterprise, inclosos els interiors que Adam va tornar a visitar més tard per a la pel·lícula Moonraker i un disseny de nau estel·lar de casc pla (acreditat sovint a McQuarrie, però que el propi llibre de McQuarrie identifica com un disseny d'Adam.). McQuarrie va escriure que "no hi havia guió" i que gran part del treball l'estava "aspirant". Quan la pel·lícula es va plegar després de tres mesos per a Adam i "un mes i mig" per a McQuarrie, llurs conceptes es van arxivar, tot i que un grapat d'ells es van revisar en produccions posteriors.
El primer esborrany del guió completat no es va acabar fins l'1 de març de 1977, i va ser descrit com "un guió per comitè" i rebutjat per l'estudi unes setmanes més tard.: 33 Bryant i Scott s'havien vist atrapats entre les idees contradictòries de Roddenberry i Kaufman sobre com hauria de ser la pel·lícula i la indecisió de Paramount. En sentir que era "físicament impossible" produir un guió que satisfés totes les parts, van abandonar el projecte de mutu acord el 18 de març de 1977. "Vam demanar que ens acomiadessin". Kaufman va tornar a concebre la història amb Spock com a capità del seu propi vaixell i amb Toshiro Mifune com a némesi klíngon de Spock, però el 8 de maig Katzenberg va informar al director que la pel·lícula es va cancel·lar, menys de tres setmanes abans que s’estrenés Star Wars.

### Phase IIi reinici

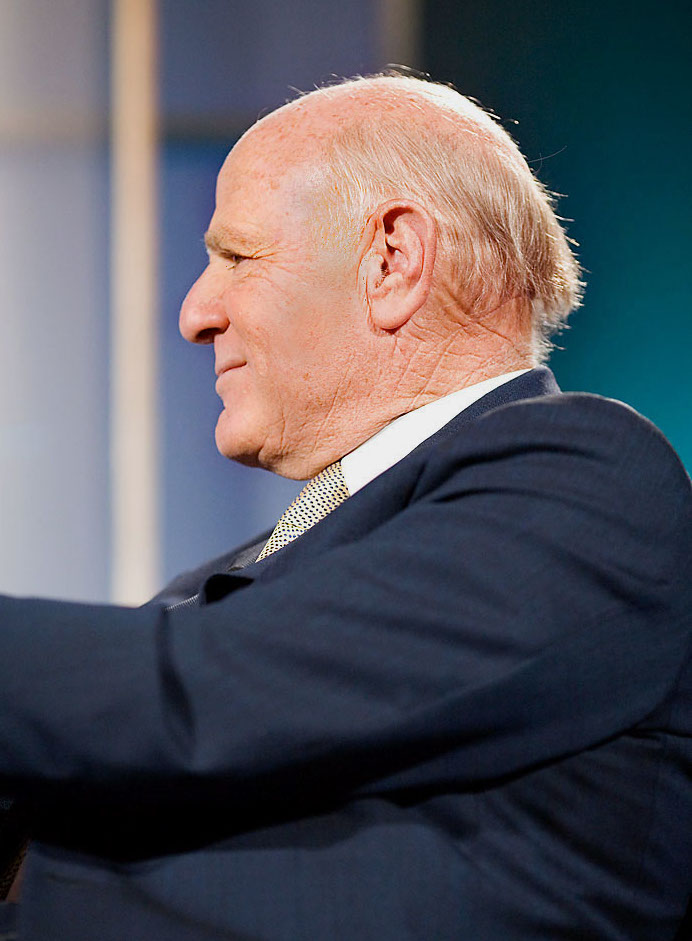
Barry Diller tenia previst ancorar una nova cadena de televisió Paramount amb una nova sèrie Star Trek.

Barry Diller s'havia preocupat per la direcció que Star Trek havia pres a Planet of the Titans i va suggerir a Roddenberry que era hora de tornar la franquícia a les seves arrels com a sèrie de televisió. Diller va planejar una nova sèrie Star Trek que formaria la pedra angular per a una nova cadena de televisió. Tot i que Paramount es va mostrar reticent a abandonar el seu treball a la pel·lícula, Roddenberry va voler portar molts del personal de producció de la sèrie original per treballar en el nou programa, titulat Star Trek: Phase II.:55
El productor Harold Livingston va ser assignat per trobar escriptors per a nous episodis, mentre que Roddenberry va preparar una guia d'escriptors informant els no iniciats sobre el cànon de la franquícia. Del repartiment original, només Leonard Nimoy va declarar que no tornaria. Roddenberry va crear un personatge prodigi vulcà anomenat Xon per substituir Spock, i com que Xon era massa jove per ocupar el paper de primer oficial, Roddenberry va desenvolupar posteriorment els personatges de Decker i Ilia.:40–2 L'episodi pilot de la nova sèrie "In Thy Image" es basava en un esquema de dues pàgines de Roddenberry sobre una sonda de la NASA que tornava a la Terra, ique havia adquirit sensibilitat. Alan Dean Foster va escriure un tractament per al pilot, que Livingston va convertir en una peça de televisió. Quan el guió es va presentar a Michael Eisner, el va declarar digne d'un llargmetratge. Al mateix temps, l'èxit de Encontres a la tercera fase va demostrar a Paramount que l'èxit de taquilla de Star Wars es podria repetir.:155–158 L'11 de novembre, només dues setmanes i mitja abans que comencés la producció de Phase II, l'estudi va anunciar que la sèrie de televisió havia estat cancel·lada a favor d'una nova pel·lícula. El repartiment i el personal que havien estat contractats aquell dilluns van ser acomiadats divendres i la construcció es va aturar. La producció es va traslladar a l'abril de 1978 perquè es poguessin actualitzar els guions, els escenaris i el vestuari necessaris.:47
El 28 de març de 1978, Paramount va reunir la conferència de premsa més gran celebrada a l'estudi des que Cecil B. DeMille va anunciar que estava fent Els Deu Manaments. Eisner va anunciar que Robert Wise dirigiria una adaptació cinematogràfica de la sèrie de televisió titulada Star Trek—The Motion Picture.:51 Wise només havia vist uns quants episodis de Star Trek, així que Paramount li en va donar una dotzena per veure.El pressupost estava previst en 15 milions de dòlars.
Els guionistes van començar a adaptar "In Thy Image" a un guió de pel·lícula, però no es va completar fins quatre mesos després de començar la producció.:57 Wise va sentir que la història era so, però l'acció i les imatges es podrien fer més emocionants. A mesura que s'acostava l'inici previst de la fotografia a finals de la primavera de 1978, estava clar que la producció no estaria preparada. El temps era essencial ara que tots els estudis importants tenien una pel·lícula d'aquest tipus en obres, perquè Paramount estava preocupada que la seva pel·lícula de ciència-ficció aparegués al final d'un cicle.: 64 Livingston va descriure el problema dels escriptors amb la història així:
| « | Vam tenir un antagonista meravellós, tan omnipotent que per vèncer-lo o fins i tot comunicar-nos amb ell, o tenir qualsevol tipus de relació amb ell, feia fals el concepte inicial de la història. Aquí teniu aquesta màquina gegantina que està un milió d'anys més avançada que nosaltres. Ara bé, com dimonis podem fer front a això? A quin nivell? A mesura que la història va anar evolucionant, tot va funcionar fins a cada final. Com resoleu això? Si els humans poden derrotar aquesta meravellosa màquina, realment no és genial, oi? O si realment és genial, ens agradaran aquells humans que el derrotin? L'haurien de derrotar? De totes maneres, qui és l'heroi de la història? Aquest era el problema. Vam experimentar amb tot tipus d'enfocaments... no sabíem què fer amb el final. Sempre acabàvem contra una paret en blanc.:66 | » |

Koenig va descriure l'estat del guió a l'inici del rodatge com un guió de tres actes sense un tercer acte. A causa dels possibles canvis, al principi se'ls va dir als actors que no memoritzessin l'últim terç del guió,  que va rebre constants aportacions d'actors i productors. Les escenes es van reescriure tan sovint que es va fer necessari anotar a les pàgines del guió l'hora de la revisió i el diàleg s'estava reescrivint per escenes que ja havien estat rodades. Povill va acreditar a Nimoy el fet de suggerir l'escena on Spock trenca, i la discussió sobre la necessitat de V'Ger d'evolucionar. Un esborrany final del tercer acte es va aprovar a finals de setembre de 1978, però si no hagués estat per una entrevista a Penthouse on el científic de la NASA Robert Jastrow va dir que eren probables les formes de vida mecàniques, el final podria no haver estat aprovat per l'estudi.:67 El març de 1979, s'havien mantingut menys de 20 pàgines de les 150 originals del guió.

### Disseny
Els primers sets nous (destinats a la Phase II) es van construir a partir del 25 de juliol de 1977. La fabricació va ser supervisada per Joseph Jennings, un director d'art implicat en la sèrie de televisió original, l'expert en efectes especiaks Jim Rugg i l'antic dissenyador de Trek Matt Jefferies, cedit com a consultor de Little House on the Prairie.:36 Quan es va cancel·lar la sèrie de televisió i es van posar en marxa els plans per a una pel·lícula, es van necessitar nous sets per al format gran de 70 mm.:85
Wise va demanar a Harold Michelson que fos el dissenyador de producció de la pel·lícula, i Michelson es va posar a treballar per acabar els conjunts incomplets de la Phase II. Va començar pel pont, que s'havia gairebé completat. Michelson va treure primer la nova estació d'armes de Chekov, una bombolla de plàstic semicircular empeltada a un costat de la paret del pont. La idea de la Phase II era que Chekov hauria mirat a l'espai mentre que els punts de mira de la bombolla feien un seguiment dels objectius. En canvi, Wise volia que l'estació de Chekov s'enfrontés a l'espectador principal de l' Enterprise, una petició difícil ja que el plató era principalment circular. L'il·lustrador de producció Michael Minor va crear un nou aspecte per a l'estació utilitzant una vora plana a la cantonada del plató.:85
El sostre del pont es va redissenyar, i Michelson es va inspirar estructuralment en un ventilador de motor de reacció. Minor va construir una bombolla central per al sostre per donar al pont un toc humà. Aparentment, la bombolla funcionava com un equip sofisticat dissenyat per informar el capità de l'actitud del vaixell. Les consoles del pont, dissenyades per Lee Cole, van romandre de la sèrie de televisió abandonada. Cole va romandre en la producció cinematogràfica i va ser responsable de gran part de l'art visual creat. Per informar els actors i guionistes de la sèrie, Lee va preparar un "Manual de vol Enterprise" com a guia de continuïtat per a les funcions de control. Calia que tots els repartiments principals estiguessin familiaritzats amb les seqüències de control a les seves estacions, ja que cada panell s'activava mitjançant plaques sensibles a la calor.:85–6 El voltatge de les bombetes sota els botons de plàstic de la consola es va reduir de 25 watts a 6 watts després que la calor generada comencés a fondre els controls.:160 Els seients estaven coberts de material de faixa, utilitzat per la seva elasticitat i la seva capacitat de ser tenyit fàcilment.:88 Per a l'estació científica, es van proporcionar dues consoles per al funcionament hidràulic de manera que es podien enrotllar a les parets quan no s'utilitzaven, però el sistema es va desconnectar quan la tripulació va descobrir que seria fàcil moure'ls amb la mà.:160
A part de les interfícies de control, el conjunt de ponts es va omplir amb animacions en bucle de monitors. Cada monitor oval era una pantalla de projecció posterior en la qual es feien en bucle seqüències de pel·lícules de 8 mm i 16 mm per a cada efecte especial.:86 La producció va adquirir 42 pel·lícules amb aquesta finalitat d'una empresa amb seu a Arlington, Virgínia Stowmar Enterprises. El metratge de Stowmar es va esgotar només unes poques setmanes després del rodatge, i va quedar clar que es necessitarien noves pel·lícules de monitor més ràpid del que un proveïdor extern podria lliurar-les. Cole, Minor i un altre dissenyador de producció, Rick Sternbach, van treballar juntament amb Povill per cercar maneres més ràpides de gravar noves imatges. Cole i Povill van llogar un oscil·loscopi per un dia i van filmar les seves distorsions. Altres bucles provenien de l'Hospital de Long Beach, la Universitat de Califòrnia a San Diego i els laboratoris experimentals de Nou Mèxic. En total, es van crear i catalogar més de 200 imatges del monitor en una llista de set pàgines:87.
La sala de màquines Enterprise es va redissenyar tot mantenint-se coherent amb la teoria que l'aspecte interior havia de coincidir amb l'àrea corresponent visible a les vistes exteriors de la nau estel·lar.:87 Michelson volia que la sala de màquines semblés immensa, un efecte difícil d'aconseguir en un petit escenari sonor. Per crear la il·lusió de distàncies llargues i visibles, el personal del departament d'art va treballar en dissenys que utilitzarien perspectiva forçada;:88 El dissenyador de set Lewis Splittgerber va considerar la sala de màquines el conjunt més difícil de realitzar. A la pel·lícula, la sala de màquines va aparèixer d'un centenar de peus de llarg, però el conjunt només tenia 40 peus (12 metres) de llarg. Per aconseguir l'aspecte adequat, el terre es va inclinar cap amunt i es va estrènyer, mentre que petits actors de tres, quatre i cinc peus d'alçada es van utilitzar com a extres per donar l'aspecte d'estar lluny de la càmera. Per a "plans cap avall" del complex d'enginyeria, les pintures del sòl van estendre la longitud del nucli de curvatura diverses vegades. J. C. Backings va crear aquestes pintures; es van utilitzar suports similars per ampliar la longitud dels passadissos del vaixell i de la suite de la sala d'esbarjo.:89
El redisseny dels passadissos de Enterprise també va ser responsabilitat de Michelson. Originalment, els passadissos eren de construcció recta de fusta contraxapada, semblants als que es veuen a la sèrie original, que Roddenberry va anomenar "Des Moines Holiday Inn Style". Per allunyar-se d'aquest aspecte, Michelson va crear un nou disseny angular. Roddenberry i Wise van coincidir amb Michelson que en 300 anys, la il·luminació no havia d'estar a dalt, de manera que la il·luminació irradiava cap amunt des del terra. Es van utilitzar diferents esquemes d'il·luminació per simular diferents cobertes del vaixell amb la mateixa longitud de passadís. Els panells d'alumini de les parets exteriors de les habitacions de Kirk i Ilia estaven coberts amb una ultrassuede taronja per representar la zona d'estar del vaixell.:89–91
El transportador s'havia desenvolupat originàriament per a la sèrie de televisió per conveniència; hauria estat prohibitivament costós mostrar aterrar l’Empresa a cada nou planeta. Per al redisseny, Michelson va pensar que el transportador hauria de semblar i sentir-se més poderós.:164–7 Va afegir una sala de control segellada que protegiria els operadors de les forces poderoses atacants. L'espai entre la plataforma transportadora i els operadors es va omplir de maquinària complexa, i el director de fotografia Richard Kline va afegir una il·luminació estranya per a l'atmosfera.:92
Després de completar el redisseny dels decorats de l' Enterprise, Michelson va centrar la seva atenció en crear els decorats originals necessaris per a la pel·lícula. La coberta d'entreteniment ocupava tot un escenari de so, empetitint la petita sala construïda per a la sèrie de televisió prevista; Aquest va ser l'interior més gran de la pel·lícula. El plató tenia 24 peus (7,3 metres) d'alçada, estava decorat amb 107 mobles dissenyats a mida i estava ple amb 300 persones per filmar. A sota d'una gran pantalla de visualització en un extrem del conjunt hi havia una sèrie de panells d'art que contenien il·lustracions de vaixells anteriors que portaven el nom d' Enterprise. Un dels vaixells era l' "Enterprise" de la NASA, afegit per petició de Roddenberry:
| « | Alguns fans han suggerit que la nostra nova "Enterprise" hauria de portar una placa en algun lloc que commemorés el fet que va rebre el nom del primer transbordador espacial llançat des de la Terra els anys setanta. Aquesta és una idea intrigant. També té avantatges publicitaris si es publica correctament en el moment adequat. Tampoc afectarà els sentiments de la NASA. T'ho deixo com a suggerència.:93–4 | » |

Una altra gran tasca de construcció va ser el conjunt V'ger, conegut per l'equip de producció com "el Coliseu" o "el wok del microones". El conjunt va ser dissenyat i fabricat en quatre setmanes i mitja, i es va poder filmar des de tots els angles; parts del set es van dissenyar per allunyar-se i obtenir un millor accés a la càmera al centre. Durant la producció, Star Trek va utilitzar 11 dels 32 escenaris sonors de Paramount, més que qualsevol altra pel·lícula feta allà en aquell moment. Per estalviar diners, el coordinador de construcció Gene Kelley desglossa els decorats amb la seva pròpia tripulació immediatament després de la filmació, no fos cas que la Paramount carregui la producció perquè es desmuntin els decorats. El cost final per construir els conjunts va ser d'aproximadament 1,99 milions de dòlars (equivalent a $8.35 milions el 2023), sense comptar. costos addicionals per a la fabricació de la Phase II.:93–5

### Accesoris i models
Els primers models de pel·lícules Star Trek construïts van ser petits models d'estudi per a Planet of the Titans basats en dissenys d'Adam i McQuarrie, però aquests conceptes d' Enterprise de casc pla es van abandonar quan la pel·lícula es va cancel·lar. (tot i que un es va utilitzar més tard al moll espacial a la pel·lícula Star Trek 3: A la recerca de Spock, i un altre més tard va aparèixer a l’episodi de Star Trek: La nova generació "El bo i millor d'ambdós mons").:56
Quan la sèrie Phase II estava en desenvolupament, el dissenyador de la sèrie original Matt Jefferies va actualitzar el disseny Enterprise per incloure un plat més gran amb ascensors bessons (turbo-ascensors) fins al pont, un casc secundari més ample, ports d'acoblament, un conjunt d'armes de torpedes de fotons dedicat a la base del coll del vaixell i puntals angulats que suporten les góndoles. Les mateixes góndoles es van canviar completament a formes menys cilíndriques i es van dissenyar per tenir reixes brillants als costats. De la mateixa manera, un dic sec en òrbita, un complex d'oficines espacials i V'Ger havien estat dissenyats per l'artista Mike Minor. En el moment en què es va cancel·lar Phase II, Don Loos de Brick Price Movie Miniatures estava construint un model d'aproximadament cinc peus de llarg de l' Enterprise, i els models del dic sec i V'Ger estaven en construcció també. Tots aquests models van ser abandonats, sense acabar (tot i que un Brick Price Enterprise va ser reutilitzat com el naufragi de l’Enterprise explotat a Star Trek 3: A la recerca de Spock).
Quan el projecte es va convertir en "La pel·lícula", el director d'art de Robert Abel and Associates (RA&A) Richard Taylor va voler redissenyar completament el vaixell, però Roddenberry va insistir en la mateixa forma que va dissenyar Jefferies per a la "Phase II". Taylor es va centrar en els detalls, donant-li una estilització que considerava "quasi Art Deco". L'artista conceptual Andrew Probert va ajudar a perfeccionar el redisseny.:85 Es van mantenir la forma i les proporcions generals del vaixell "Phase II", però els angles, corbes i detalls es redefiniren. Taylor va agafar les góndoles i Probert la resta del vaixell. Els canvis van incloure tapes de la góndola de la "graella del radiador", un plat deflector brillant, un nou motor d'impuls, noves formes per a l'extrem de popa i les portes de l'hangar del casc secundari, més ports d'acoblament, finestres més rodones, escotilles i finestres per a una sala d'observació, coberta de recreació i arboretum. Probert també va substituir el tub d'armes del vaixell Phase II amb una plataforma de llançatorpedes doble i va afegir elements com ara característiques per a un plat de separació i pistes d'aterratge que mai es van utilitzar en cap pel·lícula amb el model.:155–158
La majoria dels models de La pel·lícula van ser creats per Magicam, una filial de Paramount. El model principal Enterprise tenia vuit peus de llarg, a una escala de mida d'escala 1/120, o 1 polzada (2,5 cms) a 10 peus (3 metres). Va trigar 14 mesos i 150.000 dòlars a construir. En lloc de la fibra de vidre estàndard que s'utilitza per als models més antics, la nova "Enterprise" es va construir amb plàstics lleugers, amb un pes de 85 lliures (39 quilos). El problema de disseny més important va ser assegurar-se que el coll dorsal connectiu i els puntals dels motors de curvatura bessons fossin prou forts perquè cap part del model de vaixell s'enfonsés, es doblegués o tremolés quan el model es mogués, cosa que es va aconseguir mitjançant una soldadura d'arc a esquelet d'alumini. El model completat es podria recolzar en un dels cinc punts possibles segons ho requerís cada angle fotogràfic. Es va utilitzar un segon model de vaixell de 20 polzades (51 centímetres) per a preses llargues.:207 Mentre es va mantenir la superfície del casc llis, va ser tractat amb un acabat de pintura especial que feia que la seva superfície semblés iridescent amb certa llum. Les transparències dels decorats de la pel·lícula es van inserir darrere d'algunes finestres, i com a broma, algunes presentaven Probert, altres membres del personal de producció i Mickey Mouse.:87 Magicam també va produir el dic sec orbital vist durant la primera aparició de l’Enterprise a la pel·lícula. Amb una mesura de 4 x 10 × 6 peus (1.2 m × 3.0 m × 1.8 m), els seus 56 panells de neó requerien 168.000 volts d'electricitat per funcionar, amb una taula separada per donar suport als transformadors.:210

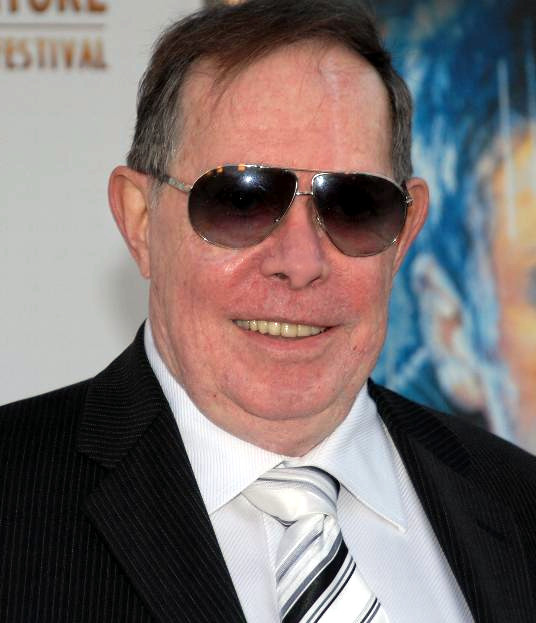
Després de rebutjar el model original, el dissenyador Syd Mead va crear una nova versió del vaixell V'Ger.

La creació de V'Ger va causar problemes a tota la producció. La tripulació estava insatisfeta amb el model original d'argila de quatre peus creat pel grup Abel, que semblava un submarí modernitzat Nautilus de Nemo. El dissenyador industrial Syd Mead va ser contractat per visualitzar una nova versió de l'embarcació mamut. Mead va crear una màquina que contenia elements orgànics basada en les aportacions de Wise, Roddenberry i els efectes potencials. El model final tenia 68 peus (21 metres) de llarg, construït des de la part posterior cap endavant perquè els equips de càmeres poguessin gravar imatges mentre encara s'estaven fabricant les següents seccions. El model es va construir amb una gran quantitat de materials: fusta, escuma, macramé, copes de poliestirè, llums incandescents, de neó i estroboscòpics.:63–4
Dick Rubin es va ocupar dels accessoris de la pel·lícula i va instal·lar una oficina improvisada a la cantonada de l'etapa 9 durant tota la producció. La filosofia de Rubin com a mestre de propietats era que gairebé tots els actors o extres haurien de tenir alguna cosa a les seves mans. Com a tal, Rubin va idear i fabricar uns 350 accessoris per a la pel·lícula, 55 dels quals es van utilitzar només a l'escena del tramvia de San Francisco.:145 Molts dels accessoris eren dissenys actualitzats. d'elements vists anteriorment a la sèrie de televisió, com ara fasers i comunicadors de mà. L'únic accessori que va quedar de la sèrie de televisió original va ser l'auricular sense fil d'Uhura, que Nichols va demanar el primer dia de rodatge (i tot el grup de producció, excepte els que havien treballat al programa de televisió, s'havien oblidat). El nou faser era completament autònom, amb els seus propis circuits, bateries i quatre llums intermitents. L'accessori venia amb un preu elevat de 4.000 dòlars; per estalviar diners, es van deixar caure els llums, reduint la mida del faser en un terç. Un total de 15 dels aparells es van fer per a la pel·lícula. Els comunicadors es van alterar radicalment, ja que als anys setanta la microminiaturització de l'electrònica va convèncer Roddenberry que els voluminosos dispositius de mà de la sèrie de televisió ja no eren creïbles. Es va decidir un disseny basat en el canell, amb la condició que semblés molt diferent del rellotge que Dick Tracy feia servir els anys 30. Es van dissenyar dos-cents comunicadors, però només uns quants eren els millors models de 3500 dòlars, utilitzats per a primers plans del dispositiu en acció. La majoria dels accessoris estaven fets de plàstic, ja que Rubin pensava que en el futur s'utilitzarien gairebé exclusivament materials artificials.:146–8

### Vestuari i maquillatge
Roddenberry creia fermament que la roba d'usar era el futur de la indústria, i aquesta idea es va incorporar al vestuari de La pel·lícula. William Ware Theiss, el dissenyador que va crear els vestits originals de la sèrie de televisió, estava massa ocupat per treballar a la pel·lícula. En canvi, Robert Fletcher, considerat un dels dissenyadors de vestuari i escènics més reeixits dels Estats Units, va ser seleccionat per dissenyar els nous uniformes, vestits i bates per a la producció. Fletcher va evitar els sintètics artificials per materials naturals, i va trobar que aquestes teles cosien millor i duraven més temps.:129 A mesura que els temps havien canviat, els uniformes de la Flota Estel·lar de colors brillants es van revisar: les minifaldilles que portaven les dones a la sèrie original ara es considerarien masclistes, i Wise i Fletcher van considerar que els colors eren cridaners i que funcionaven en contra de la credibilitat a la pantalla gran. La primera tasca de Fletcher va ser crear nous uniformes menys llampants.:123–5
A la sèrie original, les divisions en les assignacions de les naus es denotaven pel color de la camisa; per a la pel·lícula, aquests codis de color es van traslladar a petits pegats a l'uniforme de cada persona. El símbol delta de la Flota Estel·lar es va estandarditzar i es va superposar sobre un cercle de color que indica l'àrea de servei. El color blau dels uniformes anteriors es va descartar, per por que poguessin interferir amb les pantalles blaves utilitzades per als efectes òptics. Es van fabricar tres tipus d'uniformes: uniformes de vestir utilitzats per a ocasions especials, uniformes de classe A per al servei habitual i uniformes de classe B com a alternativa. Els dissenys de la Classe A eren de doble costura en gabardina i presentaven una trena daurada que designava el rang.:123–6 Fletcher va dissenyar l'uniforme de la Classe B de manera similar a la samarreta evolucionada, i utilitzant les muscleres per indicar el rang i les divisions de servei. Cada vestit tenia les sabates incorporades a la cama del pantaló per millorar l'aspecte futurista. Un sabater italià condecorat pel govern italià per fer sabates Gucci va tenir l'encàrrec de crear el calçat futurista. Combinar les sabates i els pantalons va ser difícil, llarg i costós, ja que cada sabata s'havia de cosir a mà després d'ajustar-les a cada actor principal. Hi va haver dificultats en la comunicació, ja que el sabater parlava un anglès limitat i ocasionalment va confondre les comandes de sabates a causa de noms que sonaven semblants. Les granotes, que complien una funció més utilitària, eren els únics vestits que tenien butxaques, i es feien amb un spandex de gran pes que requeria una agulla especial per cosir el material gruixut. També es van crear una varietat de jaquetes de camp, roba d'oci i vestits espacials; com que aquestes parts s'havien de dissenyar i completar abans que la majoria de les parts dels actors s'haguessin repartit, molts papers es van omplir tenint en compte com de bé encaixarien els actors amb els vestits existents.:127–8
Per als civils de San Francisco, Fletcher va decidir una major llibertat de vestir. Gran part dels materials d'aquesta roba informal es van trobar als antics magatzems de Paramount, on hi havia una gran quantitat de material no utilitzat o oblidat. Un sac de material havia estat escollit a mà per Cecil DeMille el 1939 i estava en perfecte estat. El brocat vermell, negre i daurat es teixia amb or i plata reals embolicats al voltant de fil de seda; El vestit resultant es va utilitzar per a un ambaixador de Betelgeuse i a un preu de 10.000 dòlars només per a la tela, va ser el vestit més car que mai ha fet servir un extra de Hollywood.:129:177–8 Fletcher també va reciclar camussa de Els deu manaments per a altres vestits.:177–8 Amb l'aprovació de Roddenberry, Fletcher va crear fons complets per a les races alienígenes vistes a la Terra i seqüències de jocs recreatius, descrivint les seves aparicions i la composició dels seus vestits.: 130
Fred Phillips, el dissenyador original de les orelles vulcanianes de Spock, va ser el maquillador de La pel·lícula. Ell i el seu personal eren responsables de cinquanta màscares i maquillatge per als extraterrestres que es veuen a la pel·lícula. Els dissenys van ser desenvolupats per Phillips o a partir dels seus esbossos. En la seva llarga associació amb Star Trek, Phillips va produir la seva orella 2.000 de Spock durant la producció de La pel·lícula. Cada orella estava feta de làtex i altres ingredients es van barrejar en una batedora de cuina i després es van coure durant sis hores. Tot i que Phillips havia salvat els moltllos originals utilitzats a la sèrie de televisió per fer els accessoris, les orelles de Nimoy havien crescut durant la dècada posterior i s'havien de fabricar nous motlles. Tot i que a la pantalla petita les orelles es podien utilitzar fins a quatre vegades, ja que no es distingien a la televisió, Phillips va haver de crear al voltant de tres parells al dia per a Nimoy durant el rodatge.:178–9:134–7 Les celle aixecades vulcanianes s'havien d'aplicar pèl per pèl per obtenir un detall adequat, i Nimoy va trigar més de dues hores a preparar-se per al rodatge, el doble de temps que per a la televisió.:138
A més de desenvolupar orelles vulcanianes i màscares alienígenes, Phillips i el seu assistent Charles Schram van aplicar un maquillatge més rutinari als actors principals. El cap de Khambatta s'afaitava cada dia i després li van aplicar maquillatge per reduir l'enlluernament de la llum calenta. Khambatta no va tenir cap escrúpol a afaitar-se el cap al principi, però va començar a preocupar-se si els seus cabells tornarien a créixer correctament. Roddenberry va proposar assegurar els cabells de Khambatta després que l'actriu expressés les seves preocupacions, creient que seria una bona publicitat,:139 però els equips legals van determinar que aquest esquema seria molt costós. En canvi, Khambatta va visitar el saló de cura de la pell Georgette Klinger a Beverly Hills, on l'estudi va pagar la factura dels sis tractaments facials i del cuir cabellut recomanats durant la producció, així com una rutina diària de tractament del cuir cabellut amb netejadors i locions. Collins va descriure Khambatta com a molt pacient i professional mentre el seu cuir cabellut era afaitat i tractat fins a dues hores cada dia. Khambatta va passar sis mesos seguint el règim; el seu cabell finalment va tornar a recuperar sense problemes, tot i que va mantenir els cabells afaitats després d'haver acabat la producció.:140

### Assessorament tècnic
En la dècada que va transcórrer entre el final de la sèrie de televisió "Star Trek" i la pel·lícula, moltes de les tecnologies futuristes que van aparèixer al programa: portes electròniques que s'obrien automàticament, ordinadors parlants, armes que atorden en lloc de matar i dispositius de comunicació personals havien esdevingut una realitat. Roddenberry havia insistit que la tecnologia a bord de l'Enterprise es fonamentés en la ciència i les teories científiques establertes. La pel·lícula també va rebre assessorament tècnic de la NASA, el Jet Propulsion Laboratory del California Institute of Technology i el Massachusetts Institute of Technology, així com persones com ara l'astronauta Rusty Schweickart i l'escriptor de ciència-ficció Isaac Asimov.:149
La major quantitat d'assessorament tècnic per a la producció va venir de la NASA, que va proporcionar al fan de Trek Jesco von Puttkamer com a assessor de la pel·lícula. Roddenberry coneixia Puttkamer des de 1975, quan els havia presentat un amic comú, el subdirector d'astronàutica de la Smithsonian Institution. Des de 1976 fins a la finalització de la pel·lícula, Puttkamer va proporcionar als guionistes, productors i directors notes sobre tot l’aspecte tècnic al guió;:150–3 el científic va revisar totes les línies de el guió, i no va rebre cap pagament per la seva assistència. "Les pel·lícules de ciència-ficció, incloses les del passat recent, no han tingut un bon consell científic", va dir. "Star Wars [és] realment no ciència-ficció. Em va encantar, però és un conte de fades de prínceps i cavallers en una altra galàxia. La tecnologia era improbable, la ciència impossible."
Durant la reescriptura de les escenes finals, els executius de l'estudi es van enfrontar amb Roddenberry sobre el final del guió, creient que el concepte d'una màquina viva era massa descabellat. Els executius van consultar a Asimov: si l'escriptor decidia que una màquina sensible era plausible, el final podria quedar-se. A Asimov li va encantar el final, però va fer un petit suggeriment; va pensar que l'ús de la paraula "forat de cuc" era incorrecte i que l'anomalia en què es trobava l' "Enterprise" s'anomenaria amb més precisió "túnel temporal".:155–6

### Rodatge
El rodatge de La pel·lícula va començar el 7 d'agost de 1978. Es van realitzar algunes petites cerimònies abans de començar la fotografia; Roddenberry va regalar a Wise la seva gorra de beisbol, un regal del capità del portaavions nuclear Enterprise. Wise i Roddenberry van trencar una ampolla de xampany al conjunt del pont (sense líquid dins per no danyar el conjunt preparat). L'escena prevista era l'embolic caòtic a bord de la coberta de l'Enterprise mentre la tripulació preparava la nau per al viatge espacial; Wise va dirigir 15 rodatges a última hora de la tarda abans que estigués content amb l'escena.:1–3 Les plans del primer dia utilitzaven 1.650 peus (500 m) de pel·lícula ; 420 peus (130 m) es va considerar "bo", 1.070 peus (300 m) es va considerar "no bo" i 160 peus (49 m) es van malgastar; només s'havien rodat una i una vuitena pàgines.:7
Alex Weldon va ser contractat per ser el supervisor d'efectes especials de la pel·lícula. Weldon tenia previst retirar-se després de 42 anys de treball d'efectes, però la seva dona el va instar a assumir Star Trek perquè pensava que no n'havia tingut prou.:159 Quan Weldon va ser contractat, molts dels efectes ja els havia iniciat o completat Rugg; Va dependre de Weldon completar efectes més complexos i de major pressupost per la pel·lícula. El primer pas de la preparació consistia en analitzar el guió en nombre, durada i tipus d'efectes. Abans que es poguessin determinar els costos i Weldon pogués comprar els articles necessaris, ell i els altres membres de l'equip d'efectes especials van treballar totes les possibilitats per aconseguir els efectes d'una manera convincent.:160
Richard H. Kline hi va servir com a director de fotografia. Treballant a partir dels conceptes de l'artista Maurice Zuberano, Wise jutjava si anaven pel bon camí. Kline i Michelson discutien llavors l'aspecte que volien (juntament amb Weldon, si hi hagués efectes). A continuació, de cada seqüència es va crear un guió i es va deixar a Kline per executar-la. El director de fotografia va dir que la seva feina és "interpretar [la] planificació prèvia i fer-la indeleble a la pel·lícula. És una manera de que tothom estigui a la mateixa longitud d'ona". Kline va recordar que no hi havia cap foto "fàcil" de produir per a la imatge, ja que cadascuna requeria una consideració especial. El pont, per exemple, s'il·luminava amb una baixa densitat de llum per fer que els monitors de la consola es mostressin millor. Va ser difícil enquadrar les fotografies de manera que els reflexos de la tripulació als monitors o la llum que s'abocava per les reixes del terra no es veiessin a la impressió final.:185–7

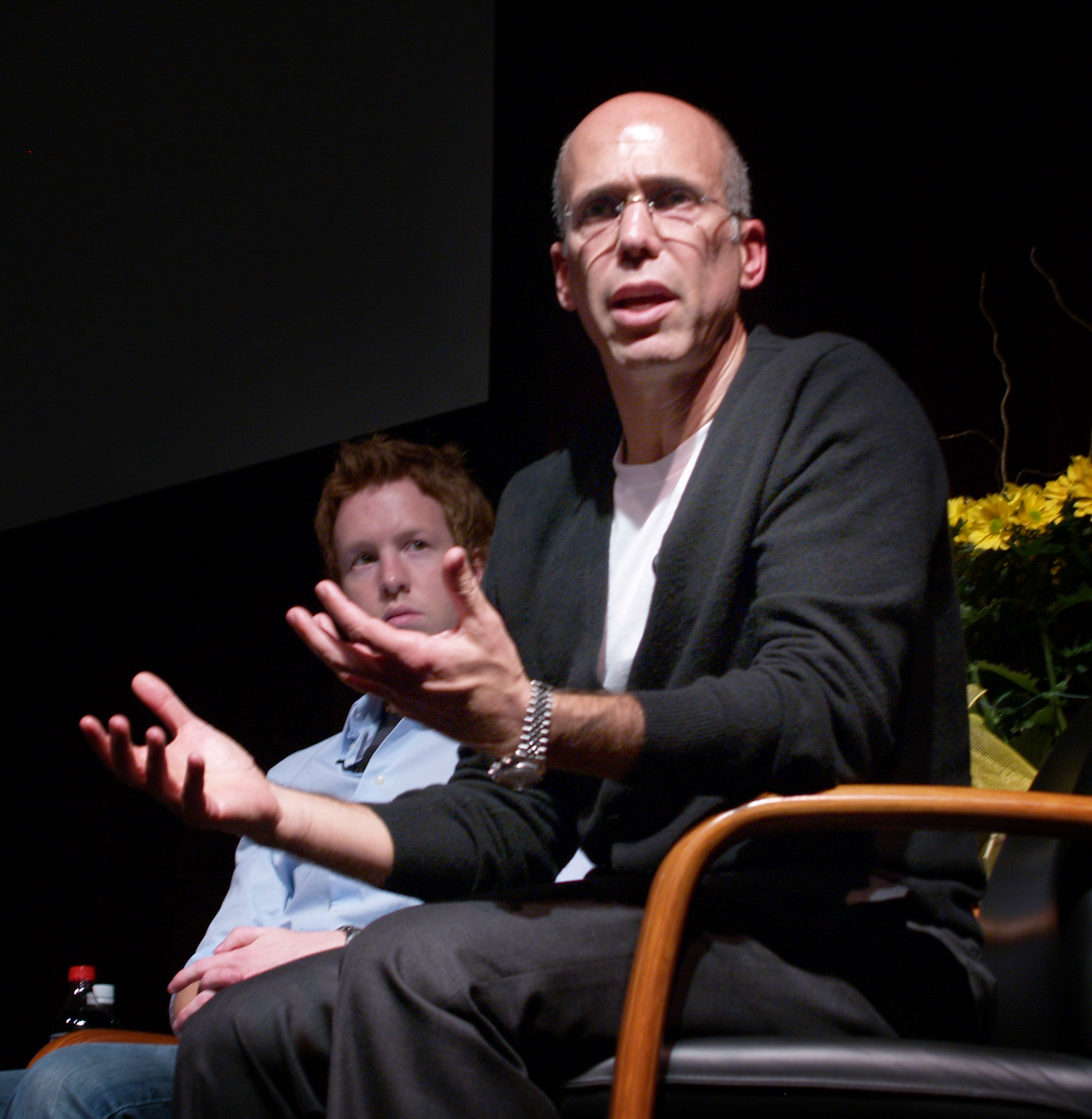
Com a productor executiu de Paramount, Katzenberg va intentar reduir els costos, ja que el rodatge va quedar endarrerit.

Tot i que Kline es preocupava per la il·luminació, la qualitat d'impressió i el color, Bonnie Prendergast, la supervisora del guió, va prendre notes que es redactarien després que la companyia acabés el dia. El paper de Prendergast era assegurar la continuïtat en el vestuari, la posició d'actor i la col·locació d'accessoris. Qualsevol canvi en el diàleg o les línies improvisades s'anotaven de la mateixa manera. L'assistent de direcció Danny McCauley va ser el responsable de col·laborar amb el director de producció de la unitat Phil Rawlins per finalitzar les ordres de rodatge i assignar extres. Rawlins, el director de producció Lindsley Parsons Jr. i Katzenberg tenien l'encàrrec de mantenir les coses en marxa el més ràpid possible i de mantenir el pressupost sota control; cada hora a l'escenari costava a la producció 4.000 dòlars.:188–9
Malgrat l'estricta seguretat al voltant de la producció, el febrer de 1978 el cap d'un grup de fans de Star Trek al Comtat d'Orange (Califòrnia) va informar a l'FBI que un home es va oferir a vendre els plans del plató de la pel·lícula. El venedor va ser condemnat per robar un secret comercial, multat amb 750 dòlars i condemnat a dos anys de llibertat condicional. Es van crear insígnies de visitant per fer un seguiment dels convidats i, a causa del nombre limitat, es van revisar constantment. Els visitants incloïen la premsa, líders de clubs fans, amics del repartiment i de l'equip i actors com Clint Eastwood, Tony Curtis, Robin Williams i Mel Brooks.:178–80 La seguretat va escombrar cotxes deixant lots com a objectes robats; fins i tot els actors principals no es van escapar d'aquest inconvenient.:71 Tanmateix, la revista New West el març de 1979, va revelar la major part de la trama, inclosa l'arribada de Spock a l' Enterprise, la identitat de V'Ger i la seva raó per venir a la Terra.
El 9 d'agost, la producció ja tenia un dia sencer de retard. Malgrat els retards, Wise es va negar a rodar més de dotze hores al plató, sentint que després havia perdut el seu marge.:42 Va ser pacient al plató; els organitzadors del grup d'apostes van retornar els diners recaptats quan en Wise mai no va perdre la calma durant la producció.:66–71 Koenig va descriure treballar amb Wise com un moment destacat de la seva carrera. Katzenberg va anomenar Wise el salvador de la pel·lícula, utilitzant la seva experiència per (com va recordar Shatner) fer que el rodatge fos "a prova d'actor", atès que no coneixia el material original, Wise va confiar en els actors, especialment en Shatner, per assegurar-se que els diàlegs i les caracteritzacions fossin coherents amb l'espectacle. Gautreaux era un dels actors que abans no havien treballat amb una croma. Wise va haver d'explicar als actors on mirar i com reaccionar davant les coses que no podien veure durant el rodatge.
Tot i que les escenes del pont es van rodar d'hora, els problemes amb la filmació de l'escena de la sala del transports van retardar el treball posterior. La tripulació que treballava a la plataforma del transport va trobar que el seu calçat es fonia a la graella il·luminada durant les proves de rodatge.:232 Els problemes amb les seqüències dels forats de cuc van provocar més retards. El metratge de l'escena va ser filmat de dues maneres; primer, amb 24 fotogrames per segon estàndard, i després amb 48 fotogrames més ràpids; el metratge normal era una còpia de seguretat si l'efecte de càmera lenta produït per la velocitat de fotograma més ràpida no sortia com estava previst.:57 La presa es va allargar tant que es va convertir en una broma per als membres del repartiment intentar superar-se els uns als altres amb jocs de paraules relacionats amb el forat de cuc. Finalment, l'escena es va completar el 24 d'agost, mentre les escenes del transport s'estaven filmant al mateix temps al mateix escenari sonor.:68–70

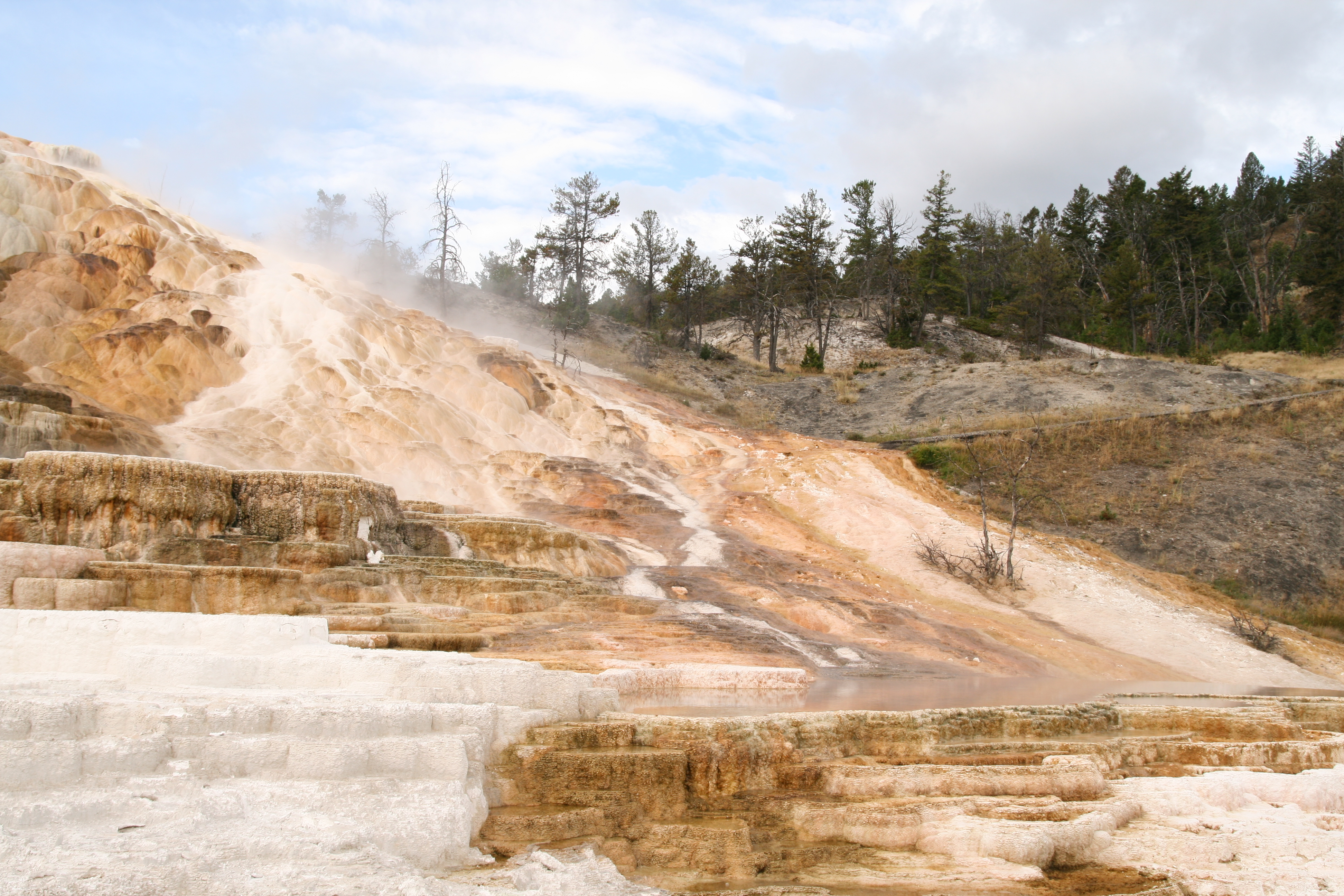
Minerva Terrace va servir com a substitut del planeta Vulcà.

L'entorn del planeta  Vulcà es va crear utilitzant una barreja de fotografies localitzades a les aigües termals de Minerva al Parc Nacional de Yellowstone i la zona d'esbarjo.:165 Yellowstone es va seleccionar després que el rodatge a les ruïnes turques va resultar massa car. Aconseguir el permís per filmar les escenes va ser difícil enmig de la temporada turística d'estiu, però el Departament de Parcs va acceptar sempre que la tripulació es mantingués a les passareles per tal d'evitar danys a les formacions geològiques. Zuberano, que va ajudar a seleccionar el lloc per al rodatge, va viatjar a Yellowstone i va tornar amb una sèrie de fotos. Minor també va fer un viatge i va tornar per crear una gran pintura que representava com podria ser l'escena. En consultes amb Michelson, la tripulació va decidir utilitzar miniatures en primer pla per crear els temples vulcanians, combinats amb les aigües termals reals al fons. A la pel·lícula, el terç inferior dels fotogrames estava compost per escales en miniatura, roques, trossos de vidre vermell i una estàtua vulcana. El centre del marc contenia les preses de Nimoy i l'ambientació del parc, mentre que l'últim terç del marc estava ple d'una pintura mat. El 8 d'agost, l'endemà que comencés la producció a Paramount, una segona unitat d'11 persones va marxar cap a Yellowstone. La seqüència va trigar tres dies a rodar-se.:172–6
En tornar a Paramount, el departament d'art va haver de recrear parts de Yellowstone en un gran "tanc B", de 110 x 150 peus (34 x 46 m) de llarg. El dipòsit va ser dissenyat per ser inundat amb milions de galons d'aigua per representar grans masses d'aigua. Minor va instal·lar miniatures al terra del tanc abans de la construcció i es va assegurar que les ombres que van caure sobre Spock a Yellowstone es poguessin recrear correctament. Es va construir una base de fusta contraxapada sobre plataformes metàl·liques per crear siluetes de pedra, reforçades amb filferro de galliner. Es va ruixar escuma de poliuretà sobre el marc sota la supervisió del Departament de Bombers de Los Angeles. La part inferior de l'estàtua en miniatura estava representada per un peu de fibra de vidre de 16 peus (4,9 metres).:172–6 Weldon va igualar els efectes filmats a Yellowstone mitjançant màquines de gel sec i de vapor. Per recrear l'aspecte dels remolins d'aigua al Yellowstone real, es va abocar a les piscines del set una combinació de llet evaporada, pintura blanca de pòsters i aigua. La pressió del vapor canalitzat a les piscines a través de tubs ocults provocava prou moviment als remolins per duplicar el metratge de la ubicació.:165 A causa del requisit que el sol estigués en un lloc específic per al rodatge i que l'entorn fos prou brillant, la producció es va endarrerir quan va estar ennuvolat durant tres dies seguits. Qualsevol més escena per recrear Vulcà seria impossible, ja que el plató es va enderrocar immediatament per servir com a aparcament durant la resta de l'estiu.:177
L'explosió de la consola de l'ordinador que provocava el mal funcionament del transportador es va simular amb Brillo Pads. Weldon va amagar llana d'acer a l'interior de la consola i va connectar un soldador d'arc per accionar amb comandament remot quan l'actor estirava un cable. El soldador va ser dissenyat per crear una espurna en lloc de soldar realment, fent que la llana d'acer es cremés i fes espurnes; La configuració va ser tan eficaç que els membres del repartiment es van sorprendre contínuament per les flames, donant lloc a preses addicionals.:161 Sembla que diversos recipients i contenidors de càrrega estaven suspesos per antigravetat al llarg de la pel·lícula. Aquests efectes van ser executats per alguns dels ajudants de Weldon. La tripulació va construir una via circular que tenia la mateixa forma que el passadís i va suspendre el puntal antigravetat en quatre petits cables que connectaven a la via. Els cables eren tractats amb un àcid especial que oxidava el metall; la reacció va embrutar els cables fins a un gris apagat que no apareixeria a la il·luminació blava profund del passadís. Les caixes de càrrega estaven fetes de fusta de balsa lleugera perquè es poguessin utilitzar cables fins com a suport.:165
"Capità, hi ha un objecte al fetge del núvol."
"Tens els pebrots de dir-me això?! "
Quan va acabar l'agost, la producció va continuar reduint-se encara més tard. Koenig es va assabentar que, en lloc de ser estrenada en 14 dies després de completar les seves escenes, el seu darrer dia seria el 26 d'octubre, vuit setmanes més tard del que s'esperava.:84–5 Les següents escenes del pont que es van filmar després de la seqüència del forat de cuc, l'aproximació de l' Enterprise a V'Ger i l'atac resultant de la màquina, es van ajornar dues setmanes perquè es poguessin planificar els efectes especials de l'escena i implementada, i les escenes de la sala de màquines es van podrien rodar.:87 Les cremades de Chekov patides en l'atac de V'Ger van ser difícils de filmar; tot i que l'incident va durar només uns minuts a la pel·lícula, Weldon va passar hores preparant l'efecte. Es va col·locar un tros de paper d'alumini al voltant del braç de Koenig, cobert per un coixinet protector i després amagat per la màniga de l'uniforme. Weldon va preparar una solució d'amoníac i àcid acètic que es va tocar a la màniga de Koenig, fent que fumegés. Les dificultats van fer que l'escena fos rodada deu vegades; va ser especialment incòmode per a l'actor, el braç del qual estava lleugerament cremat quan part de la solució es va filtrar al seu braç.:162
Khambatta també va tenir dificultats durant el rodatge. Ella es va negar a aparèixer nua com es demanava al guió durant l'aparició de la sonda d'Ilia. Els productors van aconseguir que acceptés portar una mitja fina del color de la pell, però es va refredar com a conseqüència de la boira de la dutxa, creada en deixar caure gel sec a l'aigua tèbia i canalitzar els vapors a la dutxa a través d'un tub ocult. Khambatta va haver d'abandonar la ubicació repetidament per evitar la hipercàpnia.:162 Una escena va requerir que la sonda Ilia travessés una porta d'acer a l'infermeria; les portes fetes de paper, cartró ondulat recobert de paper d'alumini i suro es van provar abans d'aconseguir l'efecte adequat. El botó il·luminat al buit de la gola de la sonda era una bombeta de 12 volts que Khambatta podia encendre i apagar mitjançant cables ocults; la calor de la bombeta li va provocar una lleugera cremada.:163
La pel·lícula finalment es va acabar el 26 de gener de 1979, després de 125 dies. Shatner, Nimoy i Kelley van lliurar les seves línies finals a les 4:50 p.m. Abans que la tripulació pogués tornar a casa, s'havia de filmar un pla final: la fusió clímax de Decker i V'Ger. El guió prescrivia un gran èmfasi en la il·luminació, amb llums blanques en espiral i encegadores. Collins estava cobert de petits trossos de cotó enganxats a la seva jaqueta; Aquests aspectes destacats es van dissenyar per crear un halo corporal. Es van utilitzar llums d'helicòpter, làmpades de 4.000 watts i màquines de vent per crear l'efecte de la fusió de Decker amb la màquina viva. Els primers intents de filmar l'escena es van convertir en un malson per a la tripulació. La il·luminació extrema va fer que s'il·luminessin partícules de pols normalment invisibles a l'aire, creant l'aspecte que els actors estaven atrapats en una tempesta de neu. Durant les represes al llarg de la setmana, la tripulació va netejar i espolsar el set constantment, i va requerir un treball tècnic posterior per eliminar la pols de la impressió final.:190–2
Dues setmanes més tard, tot el repartiment i l'equip es van unir amb els executius de l'estudi per a una tradicional festa de comiat. Quatre-centes persones van assistir a la reunió, que es va desbordar a dos restaurants de Beverly Hills. Tot i que bona part de la tripulació es preparava per a la postproducció, Wise i Roddenberry estaven agraïts per l'oportunitat de prendre unes breus vacances de la pel·lícula abans de tornar a la feina.:193

### Post-producció
| «                                                        | Volia que fos aquesta seqüència bonica, èpica i espectacular que no tingués diàlegs, ni història, ni argument, on tot s'aturava i deixés que el públic estimés l'Enterprise. Volia que tothom comprés la bellesa de l'espai, la bellesa de la seva missió i la bellesa de l'Enterprise en si, i que tothom s'allunyés del seu camí i deixés que això succeís, que és una cosa que realment vaig aprendre amb Kubrick a 2001: deixa de parlar una estona i deixa que tot flueixi. | » |
| — Douglas Trumbull, a l'escena del dic sec de Kirk/Scott | |   |

Mentre el repartiment va marxar per treballar en altres projectes, l'equip de postproducció es va encarregar de finalitzar la pel·lícula a temps per a l'estrena de Nadal;:194 el treball resultant trigaria dues vegades sempre que s'hagués allargat el procés de rodatge. L'editor Todd Ramsay i els assistents van dedicar la fotografia principal a sincronitzar pistes de pel·lícula i àudio. Els talls aproximats resultants es van utilitzar per formular plans d'efectes de so, música i efectes òptics que s'afegirien més tard.
Roddenberry també va proporcionar una gran quantitat d'aportacions, enviant notes a Ramsay a través de Wise amb idees per editar. Ramsay va intentar tallar tant metratge innecessari com va poder, sempre que el personatge i el desenvolupament de la història de la pel·lícula no restessin perjudicats.:178–9 Una de les idees de Roddenberry era mostrar als vulcanians parlen la seva pròpia llengua. Com que les escenes originals de Vulcà s'havien fotografiat amb actors que parlaven anglès, calia que l'"idioma" se sincronitzés amb les línies de l'actor.

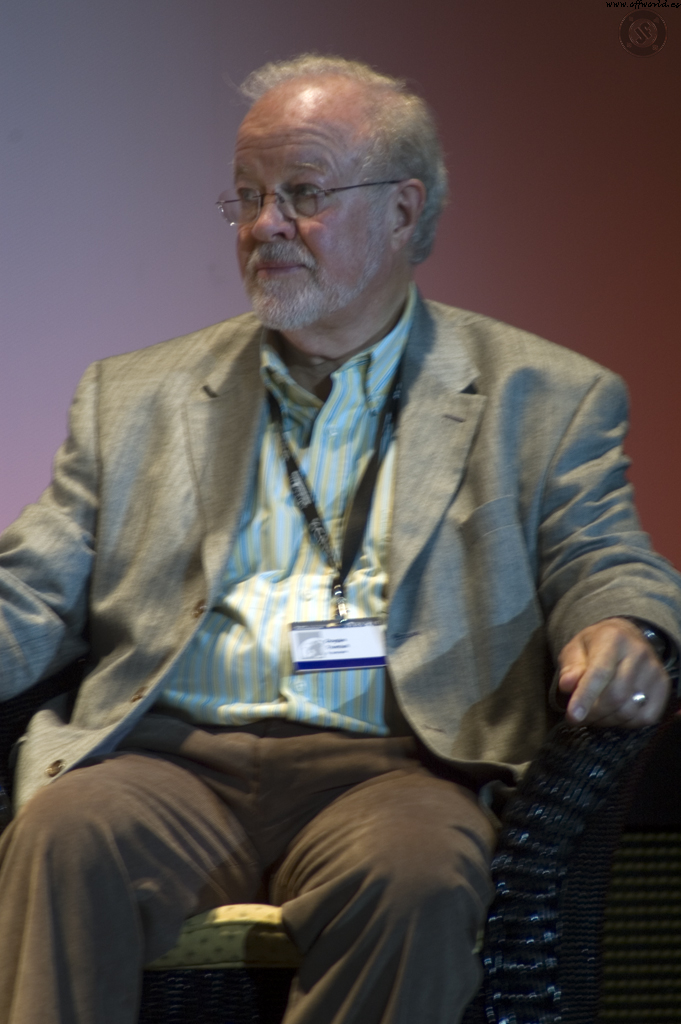
Douglas Trumbull va rebre l'encàrrec d'acabar l'òptica de La pel·lícula a temps per a la data de llançament del desembre de 1979

Després de la innovadora òptica de Star Wars, els productors de Star Trek es van adonar que la pel·lícula requeria un aspecte d'alta qualitat visual.:202 Douglas Trumbull, un director de cinema amb una excel·lent reputació a Hollywood que havia treballat a 2001: una odissea de l'espai , va ser la primera opció per al director d'efectes especials, però va declinar l'oferta. Trumbull estava ocupat a Encontres a la tercera fase, i estava cansat de ser ignorat com a director i haver de renunciar als efectes especials a la producció d'una altra persona; després de completar el treball d'efectes, Trumbull va planejar llançar la seva pròpia pel·lícula mitjançant un nou procés de pel·lícula. La següent opció, John Dykstra, es va incloure de manera similar en altres projectes.:4 El supervisor de postproducció Paul Rabwin va suggerir la productora de Robert Abel, Robert Abel and Associates. L'abast i la mida dels efectes van créixer després que la pel·lícula de televisió es convertís en La pel·lícula. RA&A va oferir 4 milions de dòlars per fer els efectes de la pel·lícula i Paramount va acceptar. Es van afegir els nous efectes, Abel va augmentar la seva oferta a 750.000 dòlars i Roddenberry va demanar que es reexaminsin els costos i els horaris dels efectes.:202–3
Van sorgir rumors sobre dificultats pel que fa als efectes especials. Un any després de la producció, s'havien gastat milions de dòlars, però gairebé no s'havia creat cap metratge útil;:4 RA&A no tenia experiència en la producció de pel·lícules i la corba d'aprenentatge pronunciada va preocupar els productors. L'artista d'efectes Richard Yuricich va actuar com a enllaç entre Abel i Paramount. Per accelerar el treball, Abel va lliurar tasques de pintura en miniatura i mat a Yuricich. Tot i haver estat alleujat de gairebé la meitat dels efectes de l'obra, a principis de 1979 va quedar clar que RA&A no seria capaç de completar-lo a temps.:6 Aleshores Trumbull supervisava els efectes, reduint molt el paper d'Abel. (A causa del desinterès de Trumbull només pel treball d'efectes especials, es va informar que li van oferir un sou de sis xifres i l'oportunitat de dirigir la seva pròpia pel·lícula.) Van créixer les diferències creatives entre RA&A i l'equip de producció de Paramount;:204 S'ha informat que Sages es va enfadar durant una previsualització dels efectes acabats d'Abel, dels quals l'estudi va decidir que només un era utilitzable. Paramount va despatxar RA&A el 22 de febrer de 1979.
L'estudi havia gastat 5 milions de dòlars i un any de temps amb RA&A, tot i que, segons es diu, Abel va guanyar un nou estudi de producció ple d'equips amb els diners de Paramount, i suposadament va vendre altre equipament finançat per Paramount. Trumbull havia completat Encontres a la tercera fase, però el seu pla per a una pel·lícula completa havia estat cancel·lat per Paramount, possiblement com a càstig per deixar Star Trek.:4 Amb Trumbull ja disponible, la responsabilitat principal dels efectes òptics de La pel·lícula van passar a ell. :204–5 Oferint el que Trumbull va descriure com "un pressupost gairebé il·limitat", al març, l'estudi va preguntar a Trumbull si podia completar el treball òptic al desembre, la data de llançament a la que s'havia compromès econòmicament Paramount (després d'haver acceptat avenços dels expositors que planejaven un lliurament de Nadal). Trumbull confiava que podria fer la feina sense perdre la qualitat, malgrat la reputació d'haver perdut els terminis a causa del seu perfeccionisme. Paramount va assignar un executiu d'estudi a Trumbull per assegurar-se que compliria la data de llançament, i juntament amb Yuricich l'equip d'efectes es va afanyar a acabar. El pressupost d'efectes va pujar a 10 milions de dòlars.:204–5
Trumbull va recordar que Wise "va confiar en mi implícitament" com a company de direcció per completar els efectes i "arreglar això per a ell". El treball anterior de Yuricich havia estat com a director de fotografia per a efectes fotogràfics a Encontres a la tercera fase, i ell i Trumbull van tornar a muntar la tripulació i l'equip de la pel·lícula, afegint més personal i espai. El temps, no els diners, era el principal tema; Trumbull va haver d'aconseguir en nou mesos tants efectes com a Star Wars o Encontres a la tercera fase junts, que havien trigat anys a completar-se. :206 Les instal·lacions de Glencoe que els equips havien utilitzat pels "Encontres a la tercera fase" es van considerar insuficients, i es va llogar una instal·lació propera i es va equipar amb cinc escenaris més equipats amb pistes i sistemes de càmeres.:8 Dykstra i la seva casa de producció de 60 persones Apogee Company van ser subcontractats perTrumbull.:211–2 Els equips treballaven en tres torns al dia, les 24 hores del dia, els set dies de la setmana.
Trumbull i Dykstra van trobar els models Magicam problemàtics. La il·luminació del creuer klíngon era tan tènue que no hi havia manera de fer-lo prou brillant a la pel·lícula. Com que Trumbull també va sentir que les llums de l' Enterprise no s'adaptaven a les seves necessitats, va tornar a cablejar els dos models. Va pensar que l' "Enterprise" s'havia d'autoil·luminar quan viatjava anys des de qualsevol font de llum. En lloc de tenir la nau completament fosca, excepte per a les finestres, Trumbull va idear un sistema d'autoil·luminació; es va imaginar la nau com una cosa semblant a un transatlàntic, "una gran dama dels mars de nit".:210 Es va utilitzar un mètode similar al model de creuer klíngon, però el va fer menys il·luminat per transmetre un aspecte diferent de les imatges netes de la Federació: el creuer estava destinat a evocar "un submarí enemic de la Segona Guerra Mundial que ha estat massa temps al mar".:210:170–173 Trumbull desitjava que el model Enterprise fos més gran; Es necessitava un sistema de lents periscopi especial per a angles de pel·lícules de primer pla. Els models es van filmar en múltiples passades i es van compondre junts en postproducció; es van afegir diverses passades amb només la il·luminació del model en funcionament a la passada original per a l'aspecte final. La seqüència del creuer klíngon es va desenvolupar per evitar una obertura similar a Star Wars, amb un model utilitzat per als tres que es veuen a la pel·lícula.:52
Mentre l'equip de Dykstra s'encarregava de les naus, Trumbull va desenvolupar el núvol V'Ger.:55 Trumbull volia que el núvol tingués una forma específica: "no podia només ser una gota cotó," va dir, "havia de tenir una forma que pogués obtenir els angles de la càmera es va construir una pista especial de suport de la càmera que pogués panoràmica i enfocar sobre una obra d'art de 40 x 80 peus (12 x 24 m), amb la llum estroboscòpica per proporcionar profunditat. Les animacions es van introduir subtilment al producte final.:11 Els efectes del torpede es van simular disparant un làser a través d'un tros de cristall muntat en una vareta giratòria després d'experiments amb bobines de Tesla va resultar insuficient. El mateix efecte va ser recolorit i utilitzat per als torpedes dels alienígenes, mentre que els "bons" tenien les armes de color blau era creat amb làsers d'escaneig, amb les múltiples passades làser compostes al model en moviment per crear l'efecte final.:55–6
Trumbull volia que l'escena de Kirk i Scott s'acosten a l' Enterprise en dic sec sense diàlegs per "deixar que el públic estimi l' Enterprise". Les seves dues pàgines de guió necessitaven 45 plans diferents —una mitjana d'un al dia— perquè la càpsula de viatge que conté Kirk faci el seu vol des del complex d'oficines espacials fins a l'anell d'acoblament. Es van requerir dobles torns durant tot el dia per acabar l'efecte a temps.:210 Per a fotografies properes de la beina viatjant a l' Enterprise, primers plans de Shatner i Doohan es van combinar en el model, mentre que en plans llargs es van utilitzar titelles semblants.:170–73
Dykstra i Apogee van crear tres models per substituir l'estació Epsilon 9. Es va utilitzar un model de 6 x 3,5 peus (1,8 x 1,1 m) per a les preses a distància, mentre que un tauler aïllat de 5 x 6 peus (1,5 x 1,8 m) per trets més a prop. La torre de control de l'estació es va replicar amb pantalles de retroprojecció per afegir persones a l'interior. Un model espacial de 2 peus creat per al tret es va utilitzar a la seqüència de dic sec i a la caminada espacial de Spock. Els efectes únics de destrucció de l'estació van haver de ser descartats per limitacions de temps. El mateix V'Ger va ser filmat en una habitació boirosa i fumada, en part per transmetre profunditat i també per amagar les parts de la nau encara en construcció. Les múltiples passades es basaven en gran manera en conjectures, ja que totes les càmeres disponibles estaven en ús i els efectes s'havien de generar sense l'ajuda d'una pantalla blava.:59–64
Fins i tot després del canvi en les companyies d'efectes, Yuricich va continuar proporcionant moltes de les pintures mate utilitzades a la pel·lícula, després d'haver treballat anteriorment a The Day the Earth Stood Still, Ben-Hur, Perseguit per la mort i La fuga de Logan. Les pintures es van combinar amb la imatge real després que una àrea seleccionada del marc s'hagués fet mat; el cel blau de la Terra sobre Yellowstone, per exemple, va ser substituït per un paisatge vulcà de tons vermells. Es van utilitzar més de 100 pintures d'aquest tipus.:211
Trumbull va dir que Wise i l'estudi li van donar "una gran quantitat de llibertat creativa"  malgrat ser contractat després de completar gairebé tota la fotografia principal. La seqüència de la caminada espacial de Spock, per exemple, es va canviar radicalment de la versió d'Abel. El pla original era que Kirk seguís a Spock amb un vestit espacial i fos atacat per una massa d'organismes de tipus sensor. Spock salvaria el seu amic, i tots dos procedirien contra V'ger. Wise, Kline i Abel no s'havien pogut posar d'acord sobre com fotografiar la seqüència, i el resultat va ser un efecte mal dissenyat i desagradable que Trumbull estava convençut que pertorbava la trama i que hauria costat milions d'arreglar. En lloc d'això, va recomanar una seqüència reduïda que ometés Kirk completament i que seria senzilla i fàcil de gravar;:8 Robert McCall, conegut per dissenyar els pòsters originals a 2001, va proporcionar a Trumbull l'art conceptual per informar el nou esdeveniment.:211
La postproducció va ser tan tardana que Paramount va obtenir tot un escenari de so MGM per emmagatzemar 3.000 grans contenidors metàl·lics per a cada cinema arreu del país. Cada bobina de pel·lícula final es va agafar mentre estava humida de l'estudi de cinema i es va posar en un contenidor amb altres bobines, i després es va portar als avions que esperaven a les pistes. Quan es va acabar La pel·lícula, s'hi havien gastat 26 milions de dòlars en la pel·lícula en si, mentre que s'havien gastat 18 milions de dòlars en platós de la sèrie Phase II no desenvolupada, gran part de les quals no es van utilitzar per a la pel·lícula en si, la qual cosa va elevar el cost total de la pel·lícula a 44 milions de dòlars.

### Música

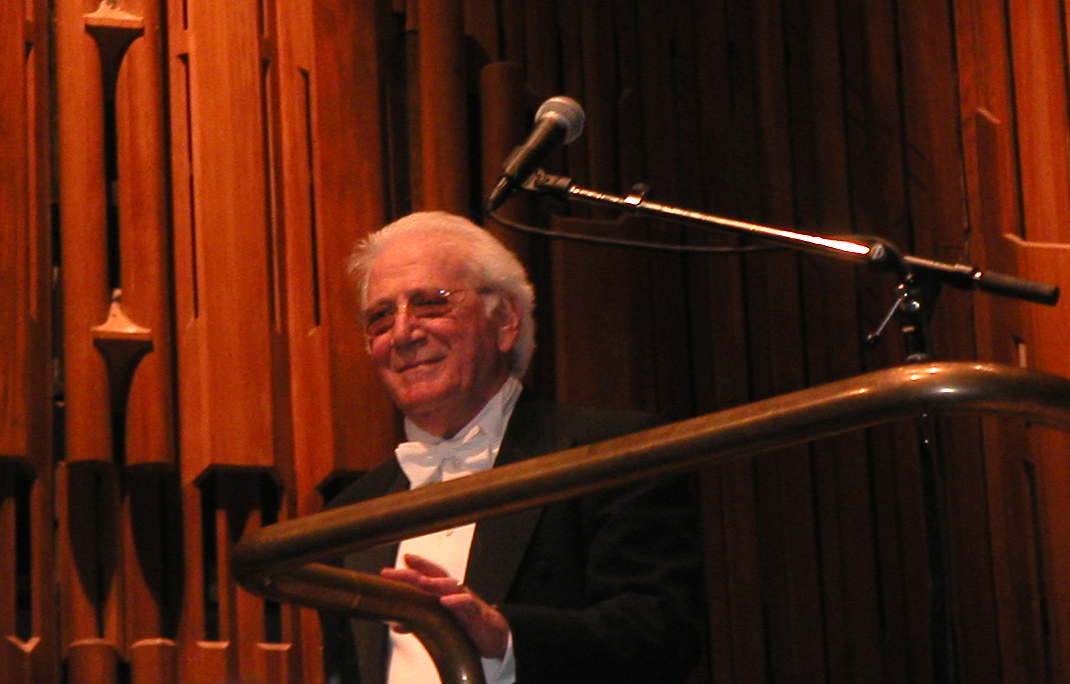
Jerry Goldsmith va començar una perllongada associació amb Star Trek amb la banda sonora de La pel·lícula.

La banda sonora de Star Trek: La pel·lícula va ser escrita predominantment per Jerry Goldsmith, començant una llarga associació amb la banda sonora de les pel·lícules i sèries de Star Trek. Originalment, Gene Roddenberry volia que Goldsmith obtingués la banda sonora de l'episodi pilot de Star Trek, "La gàbia", però no estava disponible. Quan Wise va signar la sessió per dirigir, la Paramount va preguntar si tenia cap objecció a utilitzar Goldsmith. Wise, que havia treballat amb Goldsmith a El Iang-tsé en flames, va respondre: "Dimonis, no. És genial!" Wise va considerar més tard el seu treball amb Goldsmith com una de les millors relacions que mai va tenir amb un compositor.
Goldsmith va ser influenciat per l'estil de la música romàntica i arrasadora de Star Wars. "Quan t'atures i hi penses, l'espai és un pensament molt romàntic. Per a mi, com el Vell Oest, estem a l'univers. Es tracta de descobriments i vida nova […] és realment la premissa bàsica de Star Trek", va dir. El tema principal inicial de Goldsmith va recordar a Ramsay i Wise els vaixells de vela. Incapaç d'articular el que sentia que estava malament amb la peça, Wise va recomanar escriure una peça completament diferent. Encara que irritat pel rebuig, Goldsmith va acceptar reelaborar les seves idees inicials. La reescriptura del tema va requerir canvis a diverses seqüències que Goldsmith havia escrit sense escriure cap peça principal del títol. L'aproximació de Kirk i Scott a l' Enterprise de dic sec amb llançadora va durar uns cinc minuts pesats a causa dels trets d'efecte que van arribar tard i sense editar, i va requerir que Goldsmith mantingués l'interès amb un senyal revisat i desenvolupat.:88 Star Trek: La pel·lícula és l'única pel·lícula de Star Trek que té una veritable |obertura, utilitzant "Ilia's Theme" (més tard regravat, com a versió lírica, per Shaun Cassidy com "A Star Beyond Time" amb lletra de Larry Kusik) en aquest paper, més notablement a l'edició del DVD "Director's Edition". Star Trek i The Black Hole van ser els únics llargmetratges que van utilitzar una obertura des de finals de 1979 fins al 2000 (amb Dancer in the Dark de  Lars von Trier).
Gran part de l'equip d'enregistrament utilitzat per crear els efectes de so complexos de la pel·lícula era, en aquell moment, extremadament avantguardista. Entre aquests equipaments hi havia l'ADS (Advanced Digital Synthesizer) 11, elaborat pel fabricant de sintetitzadors personalitzats de Pasadena (Califòrnia) Con Brio, Inc. La pel·lícula va proporcionar una gran publicitat i es va utilitzar per fer publicitat del sintetitzador, encara que no es va donar cap preu. La banda sonora de la pel·lícula també va oferir el debut del Blaster Beam, un instrument electrònic de 12 a 15 peus (de 3,7 a 4,6 m) de llarg. Va ser creat pel músic Craig Huxley, que va tenir un petit paper en un episodi de la sèrie de televisió original.:89 El Blaster tenia cables d'acer connectats a amplificadors col·locats a la peça principal d'alumini; l'aparell es jugava amb un obús d'artilleria. Goldsmith el va sentir i immediatament va decidir utilitzar-lo com a senyals de V'Ger. Es van utilitzar diversos sintetitzadors d'última generació com a instruments musicals, sobretot Yamaha CS-80, ARP 2600, Oberheim OB-X, i el sintetitzador Serge. Un enorme orgue de tubs toca primer el tema de V'Ger al l'enfocament d' Enterprise, una indicació literal de la potència de la màquina.:89
Goldsmith va musicar "La pel·lícula" durant un període de tres a quatre mesos, un calendari relativament relaxat en comparació amb la producció típica, però les pressions de temps van fer que Goldsmith va portar col·legues per ajudar-los en el treball. Alexander Courage, compositor del tema original de Star Trek, va proporcionar els arranjaments per acompanyar les entrades del registre de Kirk, mentre que Fred Steiner va escriure 11 senyals de música addicional, sobretot la música per acompanyar l' Enterprise aconseguint la velocitat de curvatura i la primera trobada amb V'Ger.:90 La pressa per acabar la resta de la pel·lícula va afectar la banda sonora.:89 La sessió d'enregistrament final va acabar a les 2:00 del matí de l'1 de desembre, només cinc dies abans de l'estrena de la pel·lícula.
Columbia Records va publicar una banda sonora amb la música de la pel·lícula el 1979 juntament amb el debut de la pel·lícula, i va ser una de les partitures més venudes de Goldsmith.:90 Sony's Legacy Recordings va llançar una edició ampliada de dos discos de la banda sonora el 10 de novembre de 1998. L'àlbum va afegir 21 minuts addicionals de música per complementar la llista de cançons original, i va ser reseqüenciada per reflectir la història de la pel·lícula. El primer disc inclou la major part de la partitura com pot cabre en un disc de 78 minuts, mentre que el segon conté "Inside Star Trek", un documental de paraula parlada de la dècada de 1970. El 2012, la banda sonora va ser llançada de nou a través de La-La Land Records en associació amb Sony Music. Aquest conjunt de 3 CD conté la partitura completa per primera vegada, més pistes alternatives i no utilitzades inèdites, a més de l'àlbum original de 1979 remasteritzat.
La banda sonora de "Star Trek: La pel·lícula" va aconsenir nominacions per Goldsmith als Premis Oscar, Globus d'Or i Saturn.Sovint es considera una de les millors bandes sonores del compositor,i també va ser una de les 250 bandes sonores nominades de l'American Film Institute per les seves 25 millors bandes sonores de pel·lícules estatunidenques.

### Efectes sonors
El dissenyador de so Frank Serafine, fan de Star Trek des de fa temps, va ser convidat a crear els efectes de so per a la pel·lícula. Amb l'accés a equips d'àudio d'última generació, Serafine va veure la pel·lícula com l'oportunitat de modernitzar les tècniques de so de cinema obsoletes amb tecnologia digital. A causa del soroll de fons, com ara el funcionament de la càmera, gran part del soroll ambiental o del diàleg capturat al plató no es podia utilitzar; la feina de Serafine era crear o recrear sons per barrejar-los de nou a les escenes.:796
Com que tots els elements sonors com les línies doblades o el soroll de fons es van unir, es van classificar en tres divisions: Efectes A, Efectes B i Efectes C. Els efectes eren sintetitzats o sons acústics que eren importants i integrals a la pel·lícula: el so de l'arma de V'Ger (en part fet amb l'instrument blaster beam), per exemple, o la fusió mental de Spock, així com transportadors, explosions, etc. i l'efecte de so de velocitat de curvat ura. Els efectes B consistien en sons menors com els clics d'interruptors, bips o campanes. Els efectes C eren sons subliminals que creaven els estats d'ànim: la xerrameca de la multitud i el soroll ambiental. Tots els elements es van barrejar com a "predubs" per accelerar la integració a la barreja de so final.:796–7
Quan es va anunciar La pel·lícula, molts artistes de sintetitzadors van enviar cintes de demostració a Paramount. Ramsay i Wise van consultar i van decidir que la pel·lícula hauria de tenir un estil d'àudio únic; Estaven especialment preocupats per evitar els sons que s'havien tornat generalitzats i tòpics per l'ús repetitiu d'altres pel·lícules de ciència-ficció. Els esdeveniments com l'activació de la pantalla de visualització del pont Enterprise es van mantenir en silenci per oferir un ambient més còmode. En canvi, gairebé totes les accions al pont klíngon feien soroll per reflectir l'estètica dura dels extraterrestres.:797 Tot i que molts dels efectes es van crear amb sintetitzadors digitals, també es van utilitzar enregistraments acústics. Els sons de succió del forat de cuc es van crear alentint i invertint les antigues imatges d'arxiu de Paramount d'una baralla de cowboys, mentre que el so "estirament" de l'acceleració de curvatura es va crear en un xoc de plats alentit.:798–9 La tripulació va trobar dificultats per transferir les cintes d'un quart de polzada (0,64 cm) utilitzades per crear els sons a la pel·lícula de 35 mm utilitzada ales impressions finals. Tot i que la pel·lícula s'havia d'estrenar amb So Dolby, Serafine va trobar que era més fàcil barrejar els sons sense tenir en compte el format i afegir el format específic després, durant la transferència posterior a 35 mm.:846

## Temes
Segons Michele i Duncan Barrett, Roddenberry tenia una visió decididament negativa de la religió que es va reflectir en els episodis de la sèrie de televisió Star Trek; A l'episodi "Qui plora pels déus?", per exemple, es revela que el déu Apol·lo és un frau, un alienígena més que un ésser diví del passat de la Terra.:142 Quan l'Apol·lo suggereix que els humans necessiten un nou panteó de déus, Kirk descarta la idea amb les paraules: "Trobo que n'hi ha prou amb el que tenim". En comparació, l'estudiós religiós Ross Kraemer diu que Roddenberry "vadonar els seus cops de puny" pel que fa a la religió i al programa de televisió la religió no estava absent, sinó molt privada.:9 Barrett suggereix que amb els llargmetratges Star Trek aquesta actitud de no abordar els problemes religiosos va canviar.:144
A la sèrie de televisió, es va passar poc temps reflexionant sobre el destí dels morts. Mentrestant, a La pel·lícula, sembla que Decker mor en fusionar-se amb V'Ger, però Kirk es pregunta si han vist la creació d'una nova forma de vida. Decker i Ilia apareixen com a "desapareguts" en lloc de morts, i la il·luminació i els efectes creats com a resultat de la fusió s'han descrit com a "quasimístics" i "pseudoreligiosos".:144:160 La discussió sobre un nou naixement s'emmarca d'una manera reverencial.:144 Tot i que V'Ger és una màquina gairebé omnipotent, segons Robert Asa, la pel·lícula (juntament amb la seva successora, Star Trek: L'última frontera) "protesta implícitament contra el clàssic teisme".
El ressenyador de Tor.com Dan Persons va assenyalar que la pel·lícula presenta diversos personatges en els seus propis viatges d'autodescobriment, i cadascun defineix el seu concepte de realització de manera diferent. Persons assenyala que el resultat de les activitats individuals de realització són perjudicials o pírriques; el significat només es troba satisfactòriament a través de les relacions interpersonals.

## Llançament

### Estrena cinematogràfica
Coincidint amb l'estrena de la pel·lícula, Pocket Books va publicar una novel·lització en llibre de butxada escrita per Roddenberry, l'única novel·la Star Trek que havia d'escriure. El llibre afegeix una història de fons i diversos elements que no apareixien a la pel·lícula; per exemple, la novel·lització confirma que Willard Decker és el fill del comodor Matt Decker de l'episodi de la sèrie original "La màquina del judici final" —un element argumental destinat a la sèrie de televisió Phase II i esmentat als primers esborranys del guió de la pel·lícula.:41 La novel·la també té una escena inicial diferent a introduir Vejur i Kirk, es concentra en seccions en la lluita de Kirk amb confiança per tornar a comandar l' Enterprise i amplia la relació romàntica entre Decker i Ilia. L'ortografia Vejur per al nom de l' "intrús" es va utilitzar exclusivament a la novel·la d'autor de Roddenberry, des de la seva primera aparició a la pàgina 179 de la primera edició en rústica de la novel·la fins al relat a la pàgina 241 de la novel·la de Kirk llegint les lletres llegibles "V-G-E-R" a la placa d'identificació danyada de la sonda espacial fictícia "Voyager 6".A més de la novel·la, els mitjans impresos de Star Trek incloïen un llibre per pintar, plànols de naus, un "llibre d'història" de la nau estel·lar, un llibre d'adhesius amb gràfics, un llibre d'instruccions per al vestuari i un adaptació a còmic publicada per Marvel Comics com a Marvel Super Special #15 (desembre de 1979). Com a joguines es van fer figures d'acció, models de naus i una varietat de rellotges, maquetes de faser i comunicadors. McDonald's va vendre Happy Meals especials Star Trek. El màrqueting formava part d'un enfocament coordinat de Paramount i la seva matriu conglomerada Gulf+Western per crear una línia de productes Star Trek sostinguda. La novel·la The Motion Picture va llançar la franquícia Star Trek de Pocket Books, que va produir 18 best-sellers consecutius en una dècada.
A causa de la pressa per completar la pel·lícula abans de la data d'estrena prevista, Star Trek: La pel·lícula mai es va projectar abans en prova al públic, cosa que Wise va declarar després que lamentava. El 6 de desembre de 1979, el director va arribar a Washington, D.C. amb una nova impressió de la pel·lícula a l'estrena mundial, celebrada al K-B MacArthur Theatre. Roddenberry, Wise i el repartiment principal van assistir a la funció de gala, que també va servir com a finançament per a la beca i el fons d'educació juvenil del National Space Club. Mentre que milers de fans hi esperaven per assistir, la pluja d'aquell vespre va reduir la participació dels fans a uns 300. L'estrena va ser seguida d'una recepció cerimonial al National Air and Space Museum. Més de 500 persones, formades per l'elenc i l'equip, treballadors de la comunitat espacial i "trekkies hardcore" que es podien permetre pagar 100 dòlars per l'entrada, van omplir el museu.

### Mitjans domèstics
Paramount Home Entertainment va llançar la pel·lícula en VHS, Betamax, LaserDisc i CED videodisc l'any 1980 en la seva versió original cinematogràfica.
El 1983, es va estrenar un tall ampliat a la cadena de televisió ABC. Hi va afegir uns 12 minuts a la pel·lícula. El metratge afegit estava en gran part inacabat i es va preparar per a l'estrena a la cadenaa; Wise havia retallat algunes de les imatges de la versió publicada de la pel·lícula. Aquesta "Special Longer Version" fou llançada en VHS, Betamax i LaserDisc perParamount el 1983 en format pan and scan.
Dos membres de la productora de Wise, David C. Fein i Michael Matessino, es van apropar a Wise i Paramount i els van convèncer perquè publiquessin una versió revisada de la pel·lícula en vídeo; Paramount va llançar l'edició del director actualitzada de la pel·lícula en VHS i DVD el 6 de novembre de 2001. Wise, que sempre havia considerat la presentació cinematogràfica original de la pel·lícula com un "tall aproximat", va tenir l'oportunitat de reeditar la pel·lícula per ser més coherent amb la seva visió original. L'equip de producció va utilitzar el guió original, guions de seqüències supervivents, memos i notes del director. A més dels retalls en algunes seqüències, es van crear 90 imatges generades per ordinador noves i redissenyades. Es va tenir cura que els efectes actualitzats es combinessin perfectament. amb el material original. L'edició dura 136 minuts, uns quatre minuts més que la versió original. Entre les característiques especials s'inclouen les escenes esborrades que havien format part del tall de televisió.
A part dels efectes, la banda sonora va ser remesclada. El soroll ambiental, com ara el so dels controls del pont, es va afegir per millorar determinades escenes. Goldsmith sempre havia sospitat que alguns senyals massa llargs es podrien escurçar, de manera que els va fer repetitius. Encara que no es van afegir noves escenes, l'MPAA va valorar la PG de l'edició revisada en contrast amb la classificació G de la versió original. Fein va atribuir el canvi de qualificació a la mescla de so més "intensa" que va fer que escenes com la part central de V'Ger fossin "més amenaçadores".
L'edició del director va ser molt millor rebuda per la crítica que l'estrena original de 1979, i alguns van considerar que l'edició havia convertit la pel·lícula en una de les millors de la sèrie. Mark Bourne, del DVD Journal, va dir que mostrava "una versió més viva i atractiva de la pel·lícula" que era "tan bona com podria haver estat el 1979. Potser encara millor." Les crítiques venien per la relació d'aspecte el 2.17:1 de l'edició a diferència de l'original 2:40:1 de Panavision. Jeremy Conrad d'IGN va considerar que, malgrat els canvis, el ritme podria ser massa lent per a alguns espectadors.
La versió cinematogràfica original de la pel·lícula es va estrenar en disc Blu-ray el maig de 2009 per coincidir amb la nova pel·lícula Star Trek, empaquetada amb les cinc pel·lícules següents com la Star Trek: Original Motion Picture Collection. La pel·lícula es va remasteritzar a 1080p alta definició. Les sis pel·lícules tenen audio 7.1 Dolby TrueHD. El disc inclou una nova pista de comentaris dels autors i col·laboradors de Star Trek Michael i Denise Okuda, Judith i Garfield Reeves-Stevens i Daren Dochterman. El 2021 es va estrenar un Blu-ray 4K Ultra HD de la pel·lícula per commemorar el 55è aniversari de la franquícia. L'any 2022 es va publicar una versió 4K de la versió del directoral servei de streaming Paramount+ i als mitjans físics.

## Recepció

### Taquilla
Star Trek: La pel·lícula es va estrenar als Estats Units i al Canadà el 7 de desembre de 1979, a 857 sales de cinema i va establir un rècord de taquilla pel cap de setmana d'estrena més gran, guanyant 11.926.421 dòlars en el seu primer cap de setmana. La pel·lícula va batre el rècord de 3 dies de cap de setmana establert per Superman (1978) de 10,4 milions de dòlars en el seu tercer cap de setmana (però no en els seus 4 dies de cap de setmana bruts de 13,1 milions de dòlars) i el cap de setmana d'obertura bruts de la reedició de 1978 de Star Wars de 10,1 milions de dòlars. La pel·lícula va guanyar 17 milions de dòlars en una setmana.:155–158 A les la seva distribució nacional més àmplia, la pel·lícula es va projectar a 1.002 sales; va recaptar 82.258.456 dòlars als Estats Units, la qual cosa la va convertir en la cinquena pel·lícula més taquillera del 1979 a aquest país. En total, la pel·lícula va recaptar 139 milions de dòlars arreu del món. La pel·lícula va ser nominada a tres Premis Oscar: Millor direcció artística, Millors efectes visuals i Millor banda sonora originale.
Als Estats Units, la pel·lícula va vendre més entrades de qualsevol pel·lícula de la franquícia fins a Star Trek (2009), i segueix sent la pel·lícula més taquillera de la franquícia ajustada a la inflació, però Paramount va considerar que la seva gran decepció en comparació amb les expectatives i el màrqueting. El pressupost de La pel·lícula de 44 milions de dòlars, que incloïa els costos incorreguts durant la producció de la Phase II, va ser el més gran de qualsevol pel·lícula feta als Estats Units fins aleshores. David Gerrold va estimar abans de la seva estrena que la pel·lícula hauria de recaptar entre dues i tres vegades el seu pressupost per ser rendible per a Paramount. Gautreaux creia que Roddenberry no havia volgut Wise com a director, però Paramount volia la seva experiència, i que les diferents visions dels dos homes més poderosos van fer mal a la pel·lícula. L'estudi va criticar la reescriptura del guió i la direcció creativa de Roddenberry pel ritme lent i decebedor.:240– 1 Tot i que l'actuació de "La pel·lícula" va convèncer l'estudi de recolzar una seqüela (més barata), Roddenberry es va veure obligat a sortir del seu control creatiu.:99 Harve Bennett i Nicholas Meyer produirien i dirigirien Star Trek 2: La còlera del Khan, que va rebre millors crítiques (es va convertir en una de les favorites dels fans) i va continuar la franquícia. With the successful revival of the Star Trek brand on the big screen setting an example, Hollywood increasingly turned to 1960s television series for material.

### Recepció crítica
The Motion Picture va rebre ressenyes diverses de la crítica; a la retrospectiva de 2001 per a la BBC va descriure la pel·lícula com un fracàs crític. Al lloc web de l'agregador de ressenyes Rotten Tomatoes, el 52% de les 58 ressenyes són positives, amb una valoració mitjana de 6,0/10. El consens del lloc web diu: "Amb un guió de retalls i una història plena de diàlegs el vilà més gran de la qual és un núvol, Star Trek: La pel·l és un debut menys que auspici per a la franquícia".Metacritic, que utilitza un mitjana ponderada, va assignar a la pel·lícula una puntuació de 50 sobre 100, basada en 17 ressenyes, indicant crítiques "mixtes o mitjanes".
A Roger Ebert, que va ressenyar la pel·lícula a Sneak Previews, li va agradar, anomenant-la "divertida" i "una bona estona". Judith Martin de The Washington Post va considerar que la trama era massa fina per suportar la durada de la pel·lícula, tot i que Martin pensava que en comparació amb pel·lícules de ciència-ficció com 2001, Star Wars i Alien, la premissa de La pel·lícula era "una mica més intel·ligent". Richard Schickel de la revista Time va escriure que la pel·lícula consistia en naus espacials que "triguen una quantitat de temps inconcebible per arribar a qualsevol lloc, i no passa res d'interès dramàtic o humà en el camí". Schickel també va lamentar la manca d'antagonistes "atrevidament caracteritzats" i escenes de batalla que feien divertida Star Wars; en canvi, els espectadors van rebre molta xerrada, "gran part d'això en argot impenetrable de vols espacials". David Denby de la revista New York va escriure que el lent moviment de les naus a través de l'espai "ja no era sorprenent i elegant" després de pel·lícules com 2001, i que gran part de l'acció consistia en la reacció de la tripulació davant les coses que passaven a la pantalla de visualització, que considerava "com veure algú altre mirant la televisió". Variety, en desacord, va nomenar la pel·lícula "un thriller de recerca i destrucció que inclou tots els ingredients amb què els fans de la sèrie de televisió prosperen: el dilema filosòfic embolicat en un escenari de control mental, problemes amb la nau espacial, el Kirk fiable i comprensiu, el sempre lògic Spock i una presa de suspens amb un gir final". Scott Bukatman va ressenyar la pel·lícula a la revista Ares número 1, i va comentar que "Amb Star Trek, el truc de Roddenberry ha estat posar-se la màscara de l'humanista mentre juga amb el seu conjunt Erector. L'escala de la sèrie de televisió va detenir la seva visió a un nivell còmode i encara interessant, però la nova pel·lícula finalment li ha tret la màscara."
Els personatges i la interpretació van rebre una acollida mixta. Stephen Godfrey de The Globe and Mail va valorar molt bé les seves actuacions: "el temps ha consolidat l'aspecte inescrutable de Leonard Nimoy com el Sr. Spock […] DeForest Kelley com el Dr. McCoy és tan combatiu com sempre, i James Doohan com Scotty encara parla sobre els seus problemes d'enginyeria. En un nivell bàsic, els seus intercanvis són els d'un estrany assortiment d'homes de mitjana edat malhumorats que discuteixen sobre la política de l'oficina. Són un alleujament de les estrelles i una delícia." L'única preocupació de Godfrey era que la reunió de l'antic repartiment amenaçava de fer que els espectadors casuals que mai havien vist Star Trek se sentissin com a hostes no convidats. Martin considerava els personatges més simpàtics que els de les pel·lícules de ciència-ficció comparables.  Per contra, Arnold va considerar que l'actuació del repartiment principal (Shatner en particular) era pobre; "Shatner retrata a Kirk com un vell rondinairetan arrogant que un voldria que s'hagués quedat darrere d'aquest escriptori", va escriure. "Shatner té potser el físic de pel·lícula menys impressionant des de Rod Steiger, i el seu estil d'actuació ha començat a recordar el pitjor de Richard Burton." Vincent Canby de The New York Times va escriure que els actors no tenien gaire a fer a la pel·lícula basada en efectes, i es limitaven a l'intercanvi de mirades significatives o mirar fixament els monitors de televisió, normalment amb incredulitat". Stephen Collins i Persis Khambatta van ser rebuts més favorablement. Gene Siskel va sentir que la pel·lícula "trontollava [ed] cap a ser un avorrida que s'estavellava" sempre que Khambatta no aparegués a la pantalla,:155–158 i Jack Kroll de Newsweek va sentir que va tenir l'entrada més memorable a la pel·lícula. "[Khambatta] és prou simpàtica com per fer esperar que tingui l'oportunitat de mostrar menys pell i més pèl en futures pel·lícules", va escriure Godfrey.
Molts crítics van considerar que els efectes especials eclipsaven altres elements de la pel·lícula. Canby va escriure que la pel·lícula "deu més a [Trumbull, Dykstra i Michelson] que no pas al director, als guionistes o fins i tot al productor". Livingston va considerar que el treball de Trumbull i Dykstra a la pel·lícula no va ser tan impressionant com a Star Wars i Encontres a la tercera fase a causa de la quantitat limitada de temps de producció. Godfrey va qualificar els efectes d' "impressionants", però va admetre que amenaçaven amb dominar la història als dos terços de la pel·lícula. Kroll, Martin i Arnold van coincidir que els efectes no van poder portar la pel·lícula ni esclarir les seves altres deficiències: "No estic segur que Trumbull & Co. hagin aconseguit treure les castanyes filosòfiques de Roddenberry i els seus coescriptors fora del foc", va escriure Arnold.
James Berardinelli, ressenyant la pel·lícula el 1996, va considerar que el ritme s'arrossegava i que la trama s'assemblava massa a l'episodi de la sèrie original "El fill fals", però va considerar que l'inici i el final de la pel·lícula eren forts. Terry Lee Rioux, el biògraf de Kelley, va assenyalar que la pel·lícula va demostrar "que va ser l'obra impulsada pels personatges la que va marcar la diferència a Star Trek".:234 El ritme lent, els plans de reacció prolongats i la manca d'escenes d'acció van fer que els fans i crítics donéssin a la pel·lícula una varietat de sobrenoms, inclòs The Slow Motion Picture, The Motion Sickness, i Where Nomad [la sonda "El fill fals"] Has Gone Before.

### Reconeixements
La pel·lícula està reconeguda per l'American Film Institute en aquestes llistes:
- 2003: AFI's 100 Years...100 Heroes & Villains:
  - James T. Kirk – Nominat Heroi[111]
- 2005: AFI's 100 Years of Film Scores – Nominada[112]